# Givors
 (février 2020).
Givors [ʒivɔʁ] est une commune française située dans la métropole de Lyon, en région Auvergne-Rhône-Alpes.

## Géographie

### Localisation
Au confluent du Rhône et du Gier, Givors est située à vol d'oiseau à 19,3 km au sud de Lyon.
Enserrée entre les monts du Lyonnais, au nord et à l'ouest, et les contreforts du Pilat, au sud et à l'ouest, elle est un carrefour faisant communiquer les régions stéphanoises, le Velay et le Forez, avec le Dauphiné, le sud lyonnais et la vallée du Rhône. L'autoroute A47 qui passe au cœur de la ville relie la ville de Givors à 20 minutes de Saint-Chamond, 30 minutes de Saint-Étienne, 20 minutes de Lyon et 10 minutes de Vienne. Givors est, par ailleurs, la porte septentrionale du parc régional du Pilat.

### Communes limitrophes
Les communes limitrophes sont Montagny, Saint-Romain-en-Gier, Ternay, Chasse-sur-Rhône, Échalas, Grigny-sur-Rhône, Loire-sur-Rhône et Beauvallon.

### Géologie et relief
La superficie de la commune est de 1 734 hectares ; son altitude varie entre 145 et 373 mètres.

### Hydrographie
À Givors, le Gier se jette dans le Rhône.

### Climat
Pour des articles plus généraux, voir Climat d'Auvergne-Rhône-Alpes et Climat du Rhône.
En 2010, le climat de la commune était de type climat océanique altéré, selon une étude du Centre national de la recherche scientifique s'appuyant sur une série de données couvrant la période 1971-2000. En 2020, Météo-France publie une typologie des climats de la France métropolitaine dans laquelle la commune est dans une zone de transition entre le climat semi-continental et le climat de montagne, et est dans la région climatique Nord-est du Massif Central, caractérisée par une pluviométrie annuelle de 800 à 1 200 mm, bien répartie dans l’année.
Pour la période 1971-2000, la température annuelle moyenne est de 12,2 °C, avec une amplitude thermique annuelle de 18 °C. Le cumul annuel moyen de précipitations est de 770 mm, avec 8,6 jours de précipitations en janvier et 6 jours en juillet. Pour la période 1991-2020, la température moyenne annuelle observée sur la station météorologique de Météo-France la plus proche, « Mornant », sur la commune de Mornant à 8 km à vol d'oiseau, est de 12,1 °C et le cumul annuel moyen de précipitations est de 758,5 mm,. Pour l'avenir, les paramètres climatiques de la commune estimés pour 2050 selon différents scénarios d'émission de gaz à effet de serre sont consultables sur un site dédié publié par Météo-France en novembre 2022.
| Mois                                  | jan.           | fév.             | mars          | avril       | mai           | juin           | jui.          | août          | sep.          | oct.          | nov.           | déc.           | année      |
| ------------------------------------- | -------------- | ---------------- | ------------- | ----------- | ------------- | -------------- | ------------- | ------------- | ------------- | ------------- | -------------- | -------------- | ---------- |
| Température minimale moyenne (°C)     | 0              | 0,2              | 2,7           | 5,3         | 9,2           | 12,8           | 14,7          | 14,4          | 10,7          | 7,7           | 3,4            | 0,7            | 6,8        |
| Température moyenne (°C)              | 3,5            | 4,5              | 8,2           | 11,3        | 15,2          | 19,2           | 21,4          | 21,1          | 16,8          | 12,6          | 7,3            | 4,2            | 12,1       |
| Température maximale moyenne (°C)     | 7              | 8,9              | 13,8          | 17,3        | 21,3          | 25,5           | 28,1          | 27,9          | 23            | 17,5          | 11,2           | 7,6            | 17,4       |
| Record de froid (°C) date du record   | −18 16.01.1985 | −18,1 10.02.1956 | −13 01.03.05  | −7 08.04.03 | −1 03.05.1945 | 0,4 15.06.1963 | 6 18.07.00    | 4 31.08.1998  | 1 30.09.1995  | −5 31.10.1997 | −10 23.11.1998 | −17 22.12.1938 | −18,1 1956 |
| Record de chaleur (°C) date du record | 19 10.01.15    | 22,5 18.02.22    | 26,6 31.03.21 | 29 22.04.18 | 34,3 24.05.09 | 38,7 18.06.22  | 40,3 31.07.20 | 41,7 24.08.23 | 35,1 10.09.23 | 30,7 09.10.23 | 22,4 01.11.20  | 19 16.12.1989  | 41,7 2023  |
| Précipitations (mm)                   | 47,7           | 35,4             | 43,2          | 59,8        | 71            | 69,6           | 69,3          | 62,4          | 76,7          | 87,3          | 86,4           | 49,7           | 758,5      |

### Voies de communication et transports

#### Voies routières
La ville est desservie par l'autoroute A47 et la route nationale 86.

#### Transports en commun

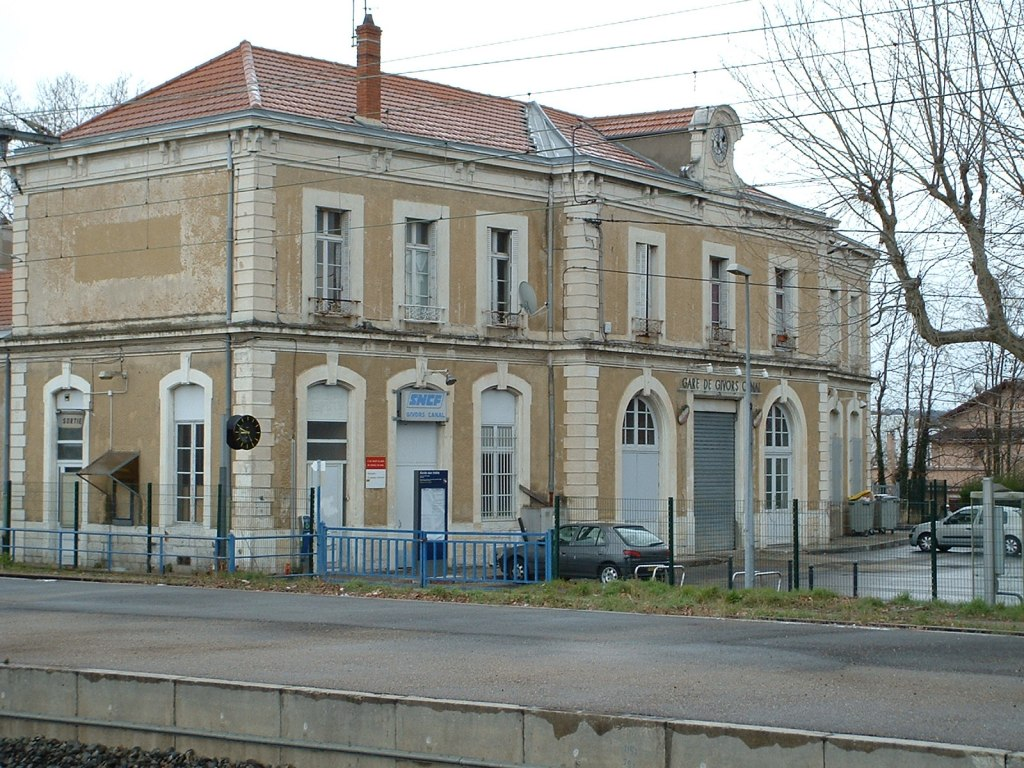
Gare de Givors-Canal.

Givors est desservie par sept lignes de transport scolaire et 9 lignes de car et de bus :
- Réseau urbain TCL :
  -   Saint-Genis-Laval Hôpital Lyon Sud - Gare de Givors Ville
  -   Grigny La Colombe - Givors Vallée du Gier
  -    Plateau de Montrond - Collège Paul Vallon
  -    Cimetière de Givors/La Rama - Collège Paul Vallon  Réseau interurbain Cars du Rhône (accessible avec un titre TCL) :
  -  113 Parilly - Gare de Givors-Ville
  -  114 Saint-Genis-Laval Hôpital Lyon Sud - Gare de Givors-Ville
  -  120 Lyon Perrache - Gare de Givors-Ville

Il y aussi 2 lignes du réseau L'va de Vienne : lignes 5 et 134.

#### Desserte ferroviaire
Située sur la Ligne Le Puy - Firminy - Saint-Étienne - Lyon - Ambérieu, la ville de Givors est desservie par le chemin de fer et possède deux gares : la gare de Givors-Ville, 4e gare du département en plein développement, et la gare de Givors-Canal qui ne possède pas de guichet; mais un distributeur de billets régionaux TER Auvergne-Rhône-Alpes disponible sur le quai voie A.

## Urbanisme

### Typologie
Au 1er janvier 2024, Givors est catégorisée centre urbain intermédiaire, selon la nouvelle grille communale de densité à sept niveaux définie par l'Insee en 2022. Elle appartient à l'unité urbaine de Lyon, une agglomération inter-départementale regroupant 123  communes, dont elle est une commune de la banlieue,,. Par ailleurs, la commune fait partie de l'aire d'attraction de Lyon, dont elle est une commune de la couronne,. Cette aire, qui regroupe 397 communes, est catégorisée dans les aires de 700 000 habitants ou plus (hors Paris),.

### Occupation des sols
L'occupation des sols de la commune, telle qu'elle ressort de la base de données européenne d’occupation biophysique des sols Corine Land Cover (CLC), est marquée par l'importance des territoires agricoles (38,1 % en 2018), une proportion sensiblement équivalente à celle de 1990 (37,7 %). La répartition détaillée en 2018 est la suivante : zones urbanisées (24,7 %), forêts (23,8 %), zones agricoles hétérogènes (19,9 %), zones industrielles ou commerciales et réseaux de communication (10 %), prairies (9,2 %), terres arables (8,9 %), eaux continentales (2,6 %), milieux à végétation arbustive et/ou herbacée (0,9 %). L'évolution de l’occupation des sols de la commune et de ses infrastructures peut être observée sur les différentes représentations cartographiques du territoire : la carte de Cassini (XVIIIe siècle), la carte d'état-major (1820-1866) et les cartes ou photos aériennes de l'IGN pour la période actuelle (1950 à aujourd'hui).

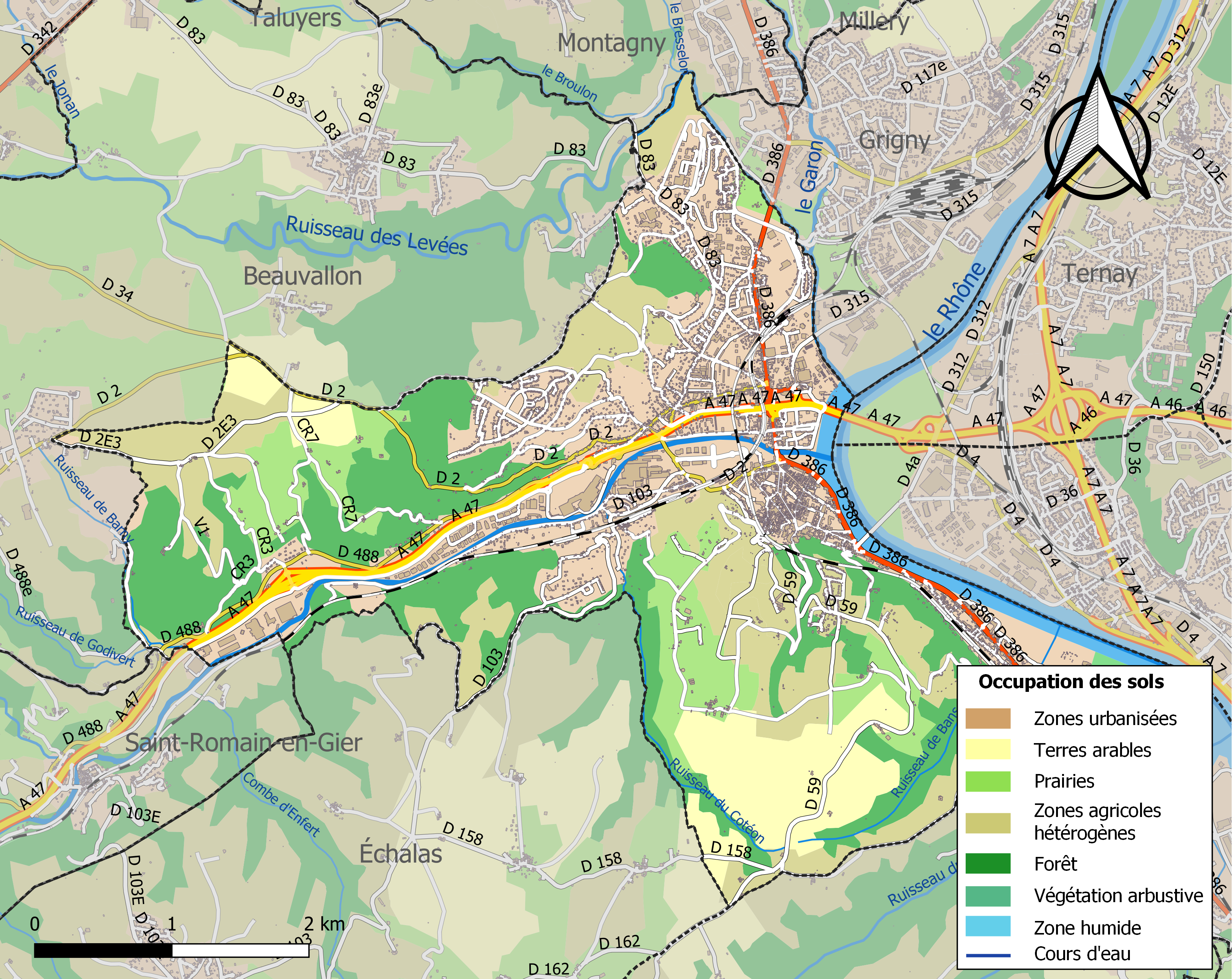
Carte des infrastructures et de l'occupation des sols de la commune en 2018 (CLC).

## Toponymie
Aucune donnée historique ne permet d’établir avec certitude l’origine du nom de la ville. L’hypothèse la plus plausible est la suivante :
Givors est située au bord de la rivière Gier. Le toponyme se décomposerait en deux syllabes : « gi » qui viendrait de la prononciation en ancien patois du nom de la rivière ; et « vors », qui viendrait de la prononciation, en ancien patois également, de « bord ». Donc, la signification d’origine du nom de la ville serait : le « bord du Gier » (dont l'inversion aurait permis d'obtenir « Givors »).
L'autre hypothèse qui expliquerait l'origine du nom de la commune se fonde sur la nature des berges submersibles du Rhône où se développaient des « vorgines », terrain humide où poussent des saules et des broussailles. Givors dériverait ainsi de ce patois local.

## Histoire

### Antiquité
Givors est habitée, dès le Ier siècle av. J.-C., par un peuple gaulois - les Atesui - qui fait partie du peuple des Ségusiaves. La région présente l'intérêt d'être riche de nombreuses mines de plomb. Au XIXe siècle, un lingot ou « saumon de plomb » est retrouvé lors de fouilles aux alentours de la ville de Bollène. L’inscription qu’il comporte porte à croire que ce saumon a été fabriqué par les Ségusiaves, sur le territoire de Givors. Givors est ainsi, très tôt, terre de métallurgie.
Ce sont les Romains, pour nombre d’historiens tel Théodore Ogier, qui posent les premières pierres du futur Givors. Givors est traversée à cette époque par la Voie Narbonnaise. Les Romains font en effet reposer l’expansion de leur empire, en partie, sur un solide réseau routier. Les historiens émettent l’hypothèse que la Voie Narbonnaise partait de Lyon (Montée de Choulans), puis rejoignait Saint-Genis Laval, et Givors pour rejoindre la Voie Domitienne par la Vallée du Rhône. Les fouilles archéologiques ayant eu lieu à Givors, à partir du XIXe siècle, attestent sinon la présence durable des Romains à Givors, tout au moins, la présence de ceux-ci le temps de l’aménagement du réseau routier.
Comme le relate Étienne Abeille, la Voie Narbonnaise passait aux pieds des Coteaux de Montgelas et Gizard. Dès le XIXe siècle, des briques romaines ont été trouvées dans le sol, indiquant la présence d’anciens ouvrages d’art, certainement des aqueducs.
Une campagne de fouilles a permis d’identifier les traces de tombes romaines aux alentours de Montgelas. Ceci indiquerait donc que ces lieux ont été habités des Romains, les morts étant, à l’époque romaine, enterrés à proximité des habitations.
La présence romaine à Givors est attestée également par la découverte en 1869, au lieu de la Reynière, au Puy-de-Montgelas, d’une Fortune impériale (statuette en bronze). Étienne Abeille relate également cette tradition orale selon laquelle il y aurait eu au Gizard une agglomération d’habitations romaines appelée Villa Longa.
Le Groupe de recherches historiques et archéologiques de Givors mentionne la découverte en 1967, sur les mêmes lieux, d’un motif décoratif en bronze représentant une déesse gauloise de la fécondité, d’une bague et d’une pièce romaine.
Enfin, on sait aujourd’hui, d’après les fouilles entreprises dans les années 1970, que les Romains ont occupé et valorisé plusieurs lieux givordins tels que l’actuel hameau de Bans. Lieu très ensoleillé, Bans aurait permis aux Romains la culture du blé sur le plateau et la viticulture sur les coteaux.

### Du Moyen Âge auXVIesiècle

#### DuVeauXIIesiècle

##### De l'empreinte Ségusiave à celle de Louis VII
Au début du Ve siècle, la province Ségusiave est envahie, au même titre que le reste de la Gaule, par les Barbares venus d’outre-Rhin. Parmi eux, les Burgondes vont se fixer pendant près d’un siècle sur ce territoire, qui connaît alors une paix relative,.
Au VIe siècle, les Burgondes voient leur royaume affaibli au gré des victoires remportées par les Francs, menés par les successeurs de Clovis. Le royaume Burgonde disparaît en 534, partagé entre les rois Francs.
Les rois Mérovingiens marquent ensuite de leur puissance l’ancienne Burgondie jusqu’à ce que, au VIIIe siècle, l’administration de la région lyonnaise revienne d’abord à l’Église de Lyon, puis à Charles Martel et ses descendants, les Carolingiens.
Après le traité de Verdun en 843, la région lyonnaise fait partie de la Bourgogne impériale, territoire de Lothaire. En 1032, la région passe avec le reste du royaume de Bourgogne sous suzeraineté germanique (sous le règne de l’empereur Conrad le Salique). Plus tard, la province lyonnaise, dans la partie occidentale du Diocèse (Rhône), avec l’affaiblissement de l’empereur germanique Frédéric Barberousse, est définitivement adjointe au royaume de France : ainsi, Givors, en 1157, passe durablement sous la protection du Roi de France.

##### Les comtes de Montagny

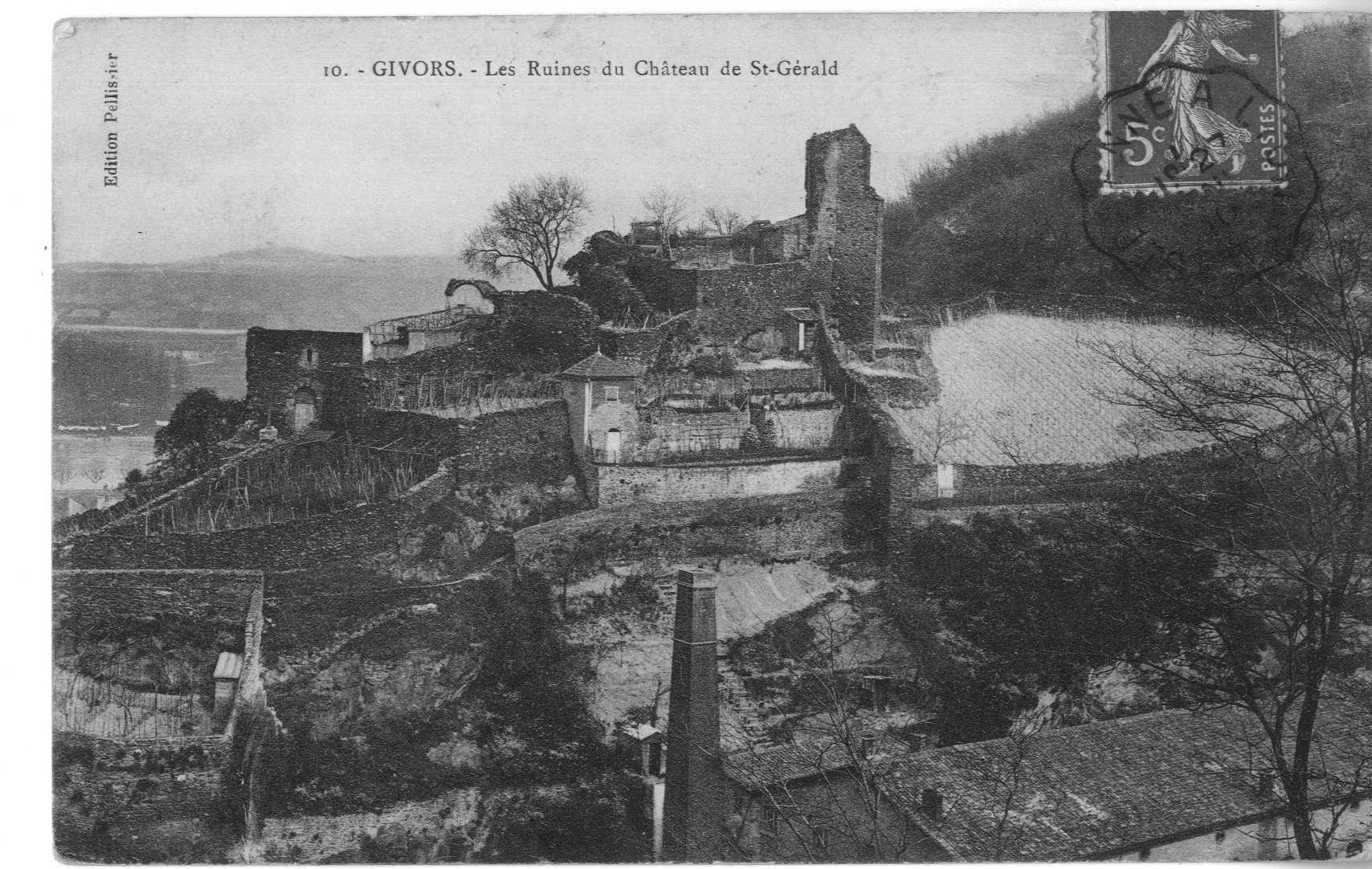
Château Saint-Gérald, Bourg de Givors.

Au XIe siècle, Givors appartient à l’Église de Lyon et aux comtes de Lyon et du Forez. Plus particulièrement, la ville dépend du mandatement de Montagny. Les possessions de la grande famille de Montagny étaient très importantes. La puissance des Montagny est telle qu'il est quasiment certain que le premier château de Givors, situé sur la colline Saint-Gérald, à l‘emplacement des ruines actuelles, a été édifié par les Montagny, dès le milieu du XIe siècle.
La campagne de fouilles archéologiques menée dans les années 1970 a établi que ce château était certainement en bois. Une église (ou une chapelle) a été édifiée à la fin du XIe siècle, en contrebas du château. Il subsiste aujourd’hui une façade percée d’une porte, surmontée d’une petite fenêtre : il s’agit d’un vestige de cette chapelle, nommée « chapelle Saint-Gérald ».

##### Renaud de Forez
Au XIIe siècle, la ville actuelle de Givors entre en possession du chapitre cathédral de Lyon. Renaud de Forez, devenu archevêque de Lyon en 1193, atténue dans un premier temps les différends existant entre l’Église de Lyon et le comté de Forez. Jusqu’à sa mort en 1226, Renaud de Forez achète de nombreux terrains et accroît ainsi la puissance de l’Église de Lyon. Les actes capitulaires de cette période rendent compte de ces acquisitions : vignes, jardins, bâtiments – moulins, habitations – situés dans les quartiers actuels de la Freydière, Bans, centre ancien de Givors.
La présence de Renaud de Forez à Givors est visible encore de nos jours : les ruines du château Saint-Gérald, situées sur la colline du même nom faisant face à l’Hôtel-de-Ville, sont celles du château édifié par Renaud au début du XIIIe siècle. Ce château en pierre est construit sur les ruines de l’ancien château de bois de la famille Montagny. À cette époque, le château domine la colline ainsi que de petites maisons d’habitation construites elles-aussi à flanc de coteau, le tout étant enserré à l’intérieur de remparts. On sait également qu’au XIIIe siècle, les remparts situés aux pieds de la colline (Rues Puits-Ollier – Saint Gérald) sont ouverts par cinq portes (nommées « Turrel » sur la rue Puits-Ollier, Lyon, Ginot sur la rue du Suel, Saint-Clair, Fraity sur le chemin de Condrieu).
L’acquisition la plus importante faite par l’Église de Lyon a lieu en 1208. Le roi de France, Philippe Auguste, par lettre patente, autorise la concession du péage de Givors à Renaud de Forez. Ce péage se nomme « Carcabeau » (du nom de la pancarte sur laquelle étaient indiqués les tarifs du péage). Le Carcabeau fait ainsi mention des produits soumis à taxe locale et des préposés chargés de lever les taxes pour l’Église de Lyon.

#### DuXIIIeauXVIesiècle. Conflits d'églises et guerres de Religion
Givors, jusqu’au XVIe siècle, demeure, à l’image du royaume de France, le fruit de guerres de territoires.
Les conflits se succèdent, les protagonistes changent. L’un des conflits à retenir est probablement celui ayant eu lieu entre les Eglises de Lyon et de Vienne, à partir de 1297. Le chapitre de Vienne est soutenu par le roi Philippe Le Bel, lequel obtient la soumission de l’archevêque de Lyon en 1312. Lyon, et par extension, Givors, entrent dans l’unité nationale. Au gré des alliances et des jeux de pouvoirs, les Églises soutenues ou non par le pouvoir royal, se disputent les fiefs de l’actuelle région lyonnaise.
Givors n’échappe pas aux guerres de Religion qui ravagent le royaume de France à partir des années 1560. En juillet 1591, Givors est assiégée par l’armée royaliste du duc de Lesdiguières, maréchal de France. La ville est canonnée pendant trois heures. Le bourg et les fortifications sont dévastés et le château Saint-Gérald est détruit. Jusqu’aux années 1910, des boulets de canons, attribués aux troupes de Lesdiguières, sont encore retrouvés dans les sols de la colline Saint-Gérald. Leur situation permet d’en déduire que les canons des troupes royales étaient, à ce moment-là, situés sur le coteau de Cras.

### Givors duXVIIeauXIXesiècle

#### L’urbanisation
À la fin du XVIIe siècle, la paroisse de Givors est à dominante agricole. Les habitants sont majoritairement vignerons ou laboureurs. La famille Grimod, d'une lignée de bouchers, va donner de nombreux fermiers généraux.
Julien Page indique que les vignes sont concentrées au Gizard (quartier des Plaines actuelles), à Montgelas, à Bans et Cras. Les terres labourables sont surtout situées dans l’actuel quartier des Plaines.

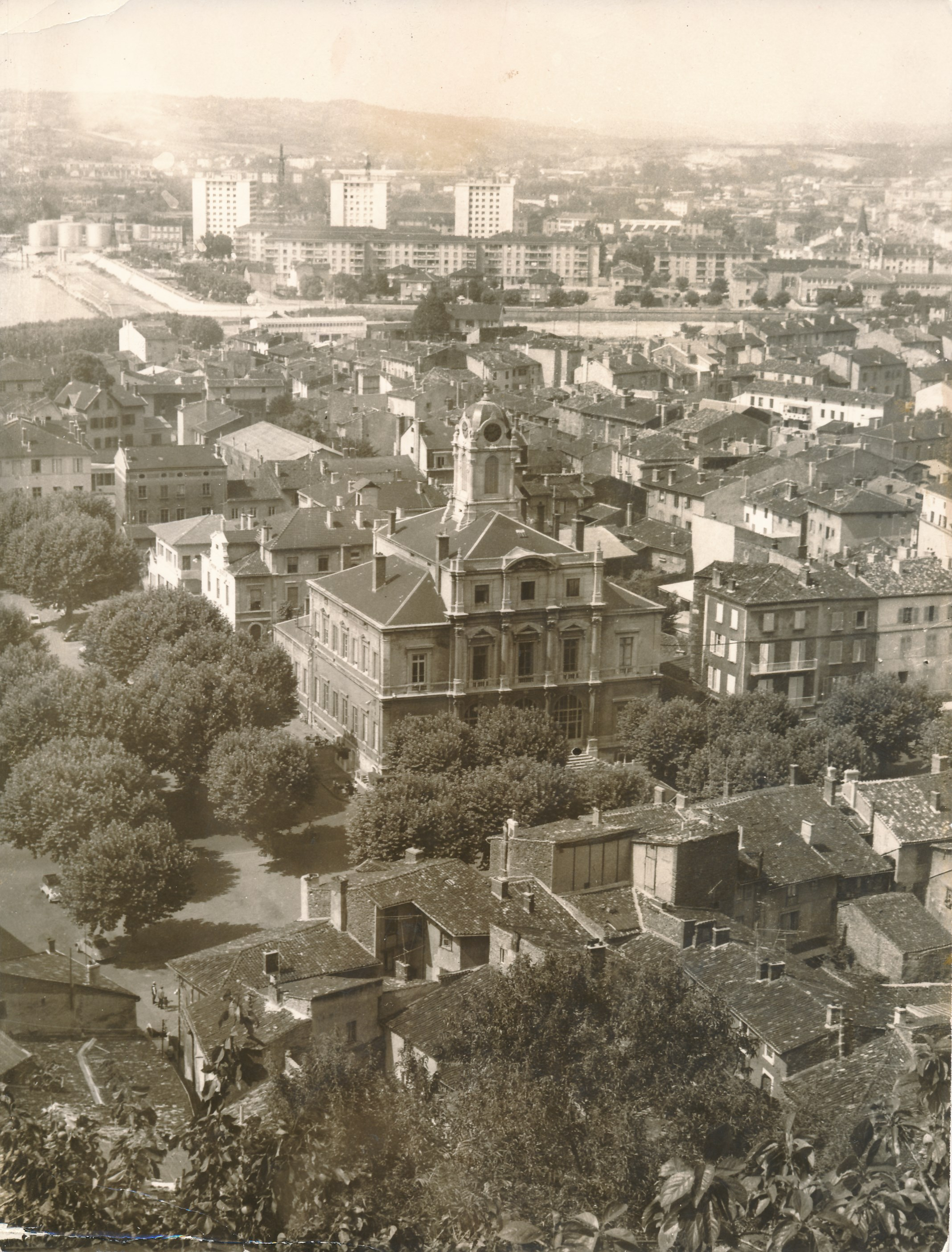
Vieux-Givors, environ 1960.

Le XVIIIe siècle voit Givors s’urbaniser progressivement, au rythme de la première révolution industrielle. Allant de pair avec l’industrialisation, le transport des marchandises devient une préoccupation grandissante.

##### Le port de Givors

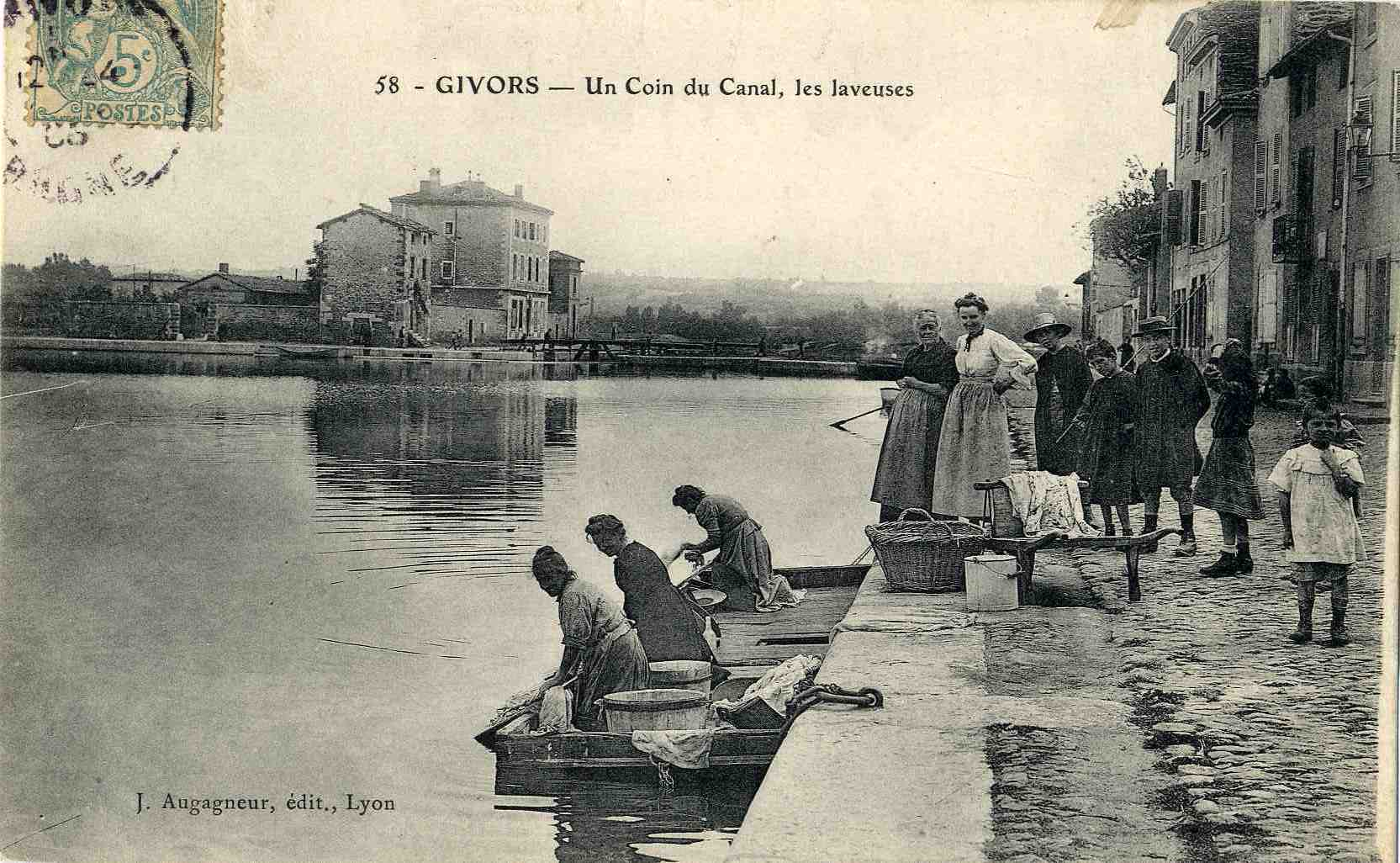
Le canal de Givors, laveuses.

Entre 1700 et 1750, certains notables givordins mettent en place un péage sur le fleuve. Ils aménagent ainsi des entrepôts et clôtures afin de faire payer une redevance aux marchands qui veulent entreposer leurs marchandises. Les Chanoines et voituriers sur le Fleuve vont très vivement s’opposer à ces notables. Malgré cela, le port est extrêmement fréquenté. Il constitue un lien stratégique entre le nord et le midi de la France.

##### Le canal de Givors

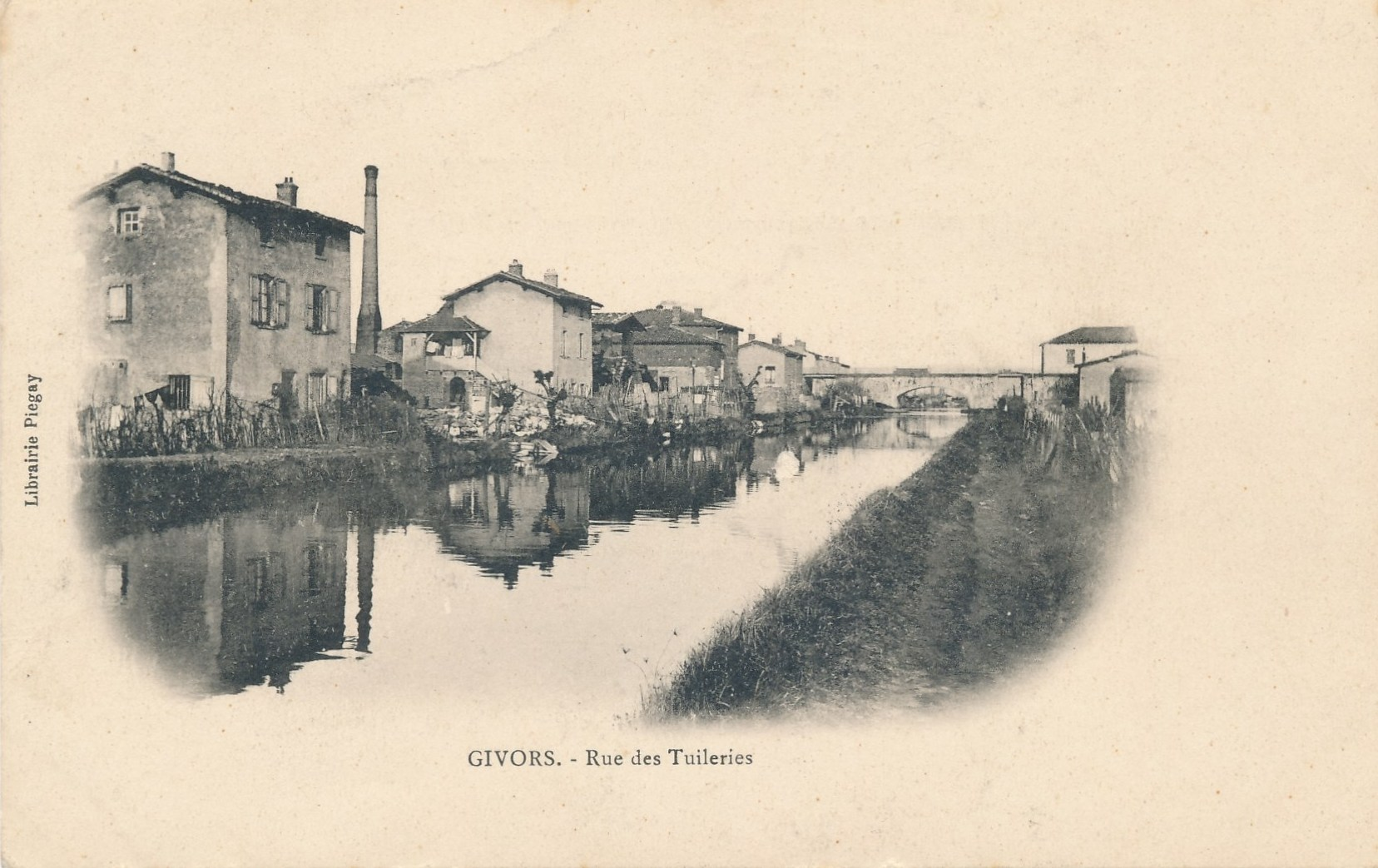
Le canal de Givors, environ 1900.

Le canal de Givors constitue un élément indissociable de l’histoire de la ville et de son développement économique. Dès 1750, l’idée d’un canal qui relierait le Rhône et la Loire, germe dans l’esprit de Barthélémy Alléon de Valcourt.
En 1760, François Zacharie, lyonnais, ancien maître horloger, commerçant en quincaillerie, reprend cette idée à son compte. Il imagine un canal, long de 56 km, qui relierait le Rhône à la Loire, de Givors à Andrézieux. Lorsqu'il meurt en 1768, le canal de Givors n’atteint que Saint-Romain-en-Gier.
Son fils Guillaume reprend le projet. En 1771, l'architecte et hydraulicien lyonnais Guillaume Marie Delorme est engagé pour la rectification et l’achèvement du canal. En 1780, le canal est livré à la navigation. Il atteint Rive-de-Gier, totalisant 15 km et 25 écluses.
Son exploitation est gérée par la Compagnie du canal de Givors. Pendant 50 ans, le canal va assurer la desserte du bassin houiller de Rive-de-Gier.
À Givors, de 1811 à 1813, a lieu la construction du bassin du canal, à l’embouchure du canal. Le bassin de joutes actuellement situé à côté de l’espace nautique de Givors, est un vestige de ce bassin qui s’étendait jusqu’au quartier actuel des Tours Thorez.
Le bassin est à cette époque à Givors, un lieu de vie quotidienne et de convivialité : les enfants y apprennent à nager, les femmes y lavent le linge et les hommes sortant de leur journée de travail chez Prénat (Hauts-Fourneaux) viennent s’y laver.
Le canal et son bassin, jusqu’à leur disparition dans les années 1960, ont rythmé la vie de Givors et plus particulièrement du quartier dans lequel ils étaient situés, le quartier encore aujourd’hui dénommé « Canal », dont les habitants sont appelés les « Canaris ».
Le bassin du canal mesurait 260 mètres de long pour 180 mètres de large, il pouvait accueillir jusqu’à 250 bateaux. Il constituait également un abri pour la batellerie en cas d’inondation.
À l’aube des années 1830, le trafic sur le canal est à son apogée. Le trafic annuel s’élève à 3 000 bateaux pour 300 000 tonnes de charbon transportées.
L’activité du canal décline à partir de 1830,  avec l’aménagement de la ligne de chemin de fer Saint-Étienne – Lyon, et plus particulièrement avec la mise en service du premier tronçon entre Givors et Rive-de-Gier.
Afin de donner une nouvelle chance au canal, la Compagnie du canal tente la prolongation du canal jusqu’à Grand-Croix en 1831. Cette section du canal sera immédiatement dégradée par l’apparition de fissures et ne permettra pas au canal de concurrencer le chemin de fer.
En 1878, c’est la fin de la navigation sur le canal. Plus tard, en 1965, le bassin du canal est comblé. En 1970, l’autoroute A47, qui suit le tracé du canal à Givors, est ouverte à la circulation.

##### Le chemin de fer et la gare d’eau
La première ligne de chemin de fer française est la ligne Lyon - Saint-Étienne, dont la section Givors – Rive-de-Gier est ouverte au transport des marchandises le 28 juin 1830.
Deux ans plus tard, la ligne est ouverte au transport des voyageurs, dans la section Lyon –Givors.

###### La gare de Givors-Canal

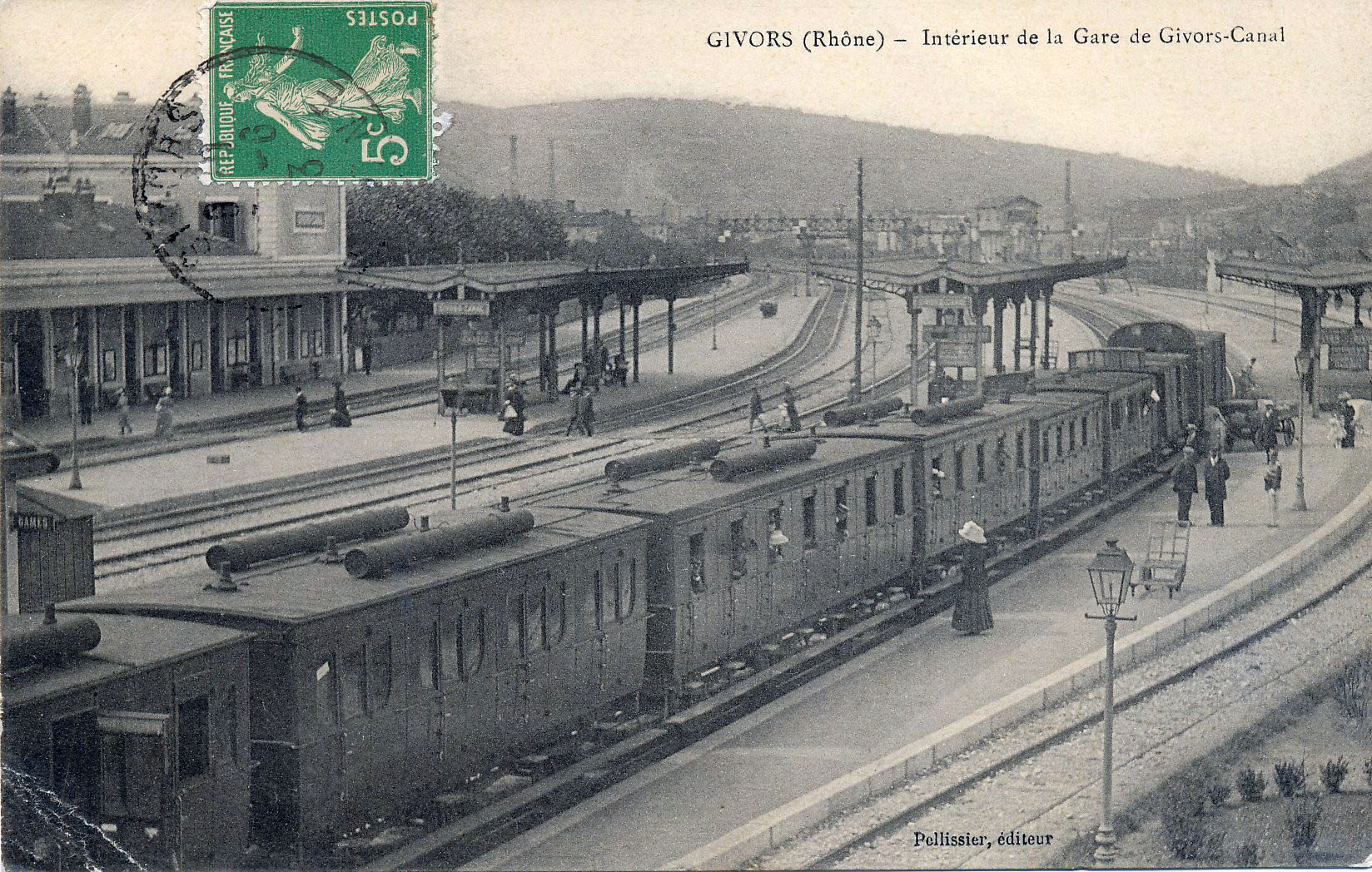
Gare de Givors-Canal, environ 1890.

Le 3 avril 1832, la gare de Givors-Canal est créée avec la ligne de chemin de fer Saint-Étienne/Lyon. L’aménagement de cette ligne a duré cinq ans, la première partie à ouvrir étant la section Givors/Rive-de-Gier. L’objectif premier de cette nouvelle ligne est de concurrencer la Compagnie du canal des Deux-Mers (Givors à Rive-de-Gier), qui jusqu’ici, détient l’exclusivité du transport des matières premières et produits finis du Bassin houiller du Gier.
C’est la « Compagnie du chemin de fer de Saint-Étienne à Lyon » qui mène les travaux, l’ingénieur en chef du projet étant Marc Seguin, mise en service le 1er octobre 1832.

###### La gare de Givors-Ville

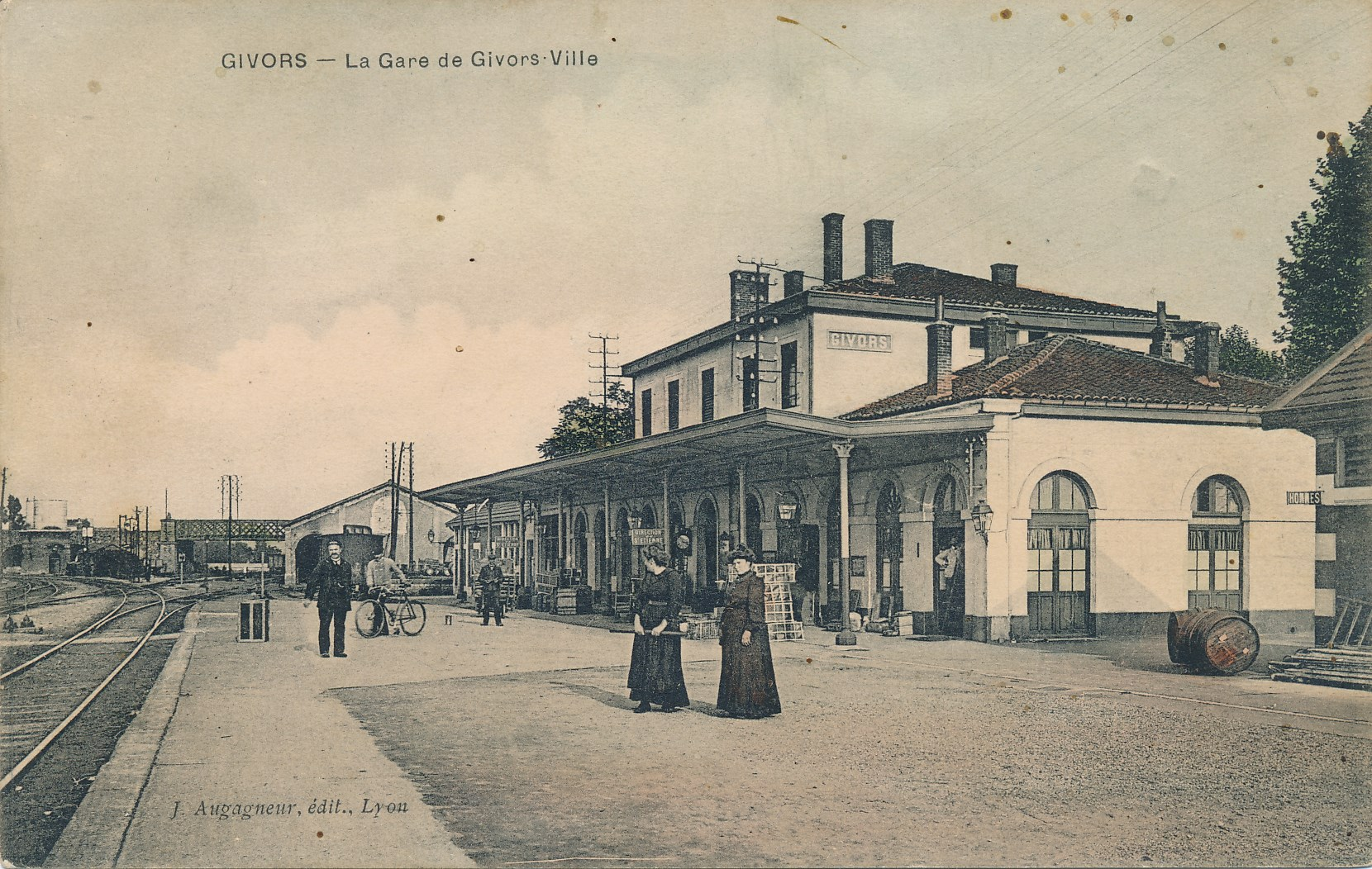
Gare de Givors-ville, environ 1900.

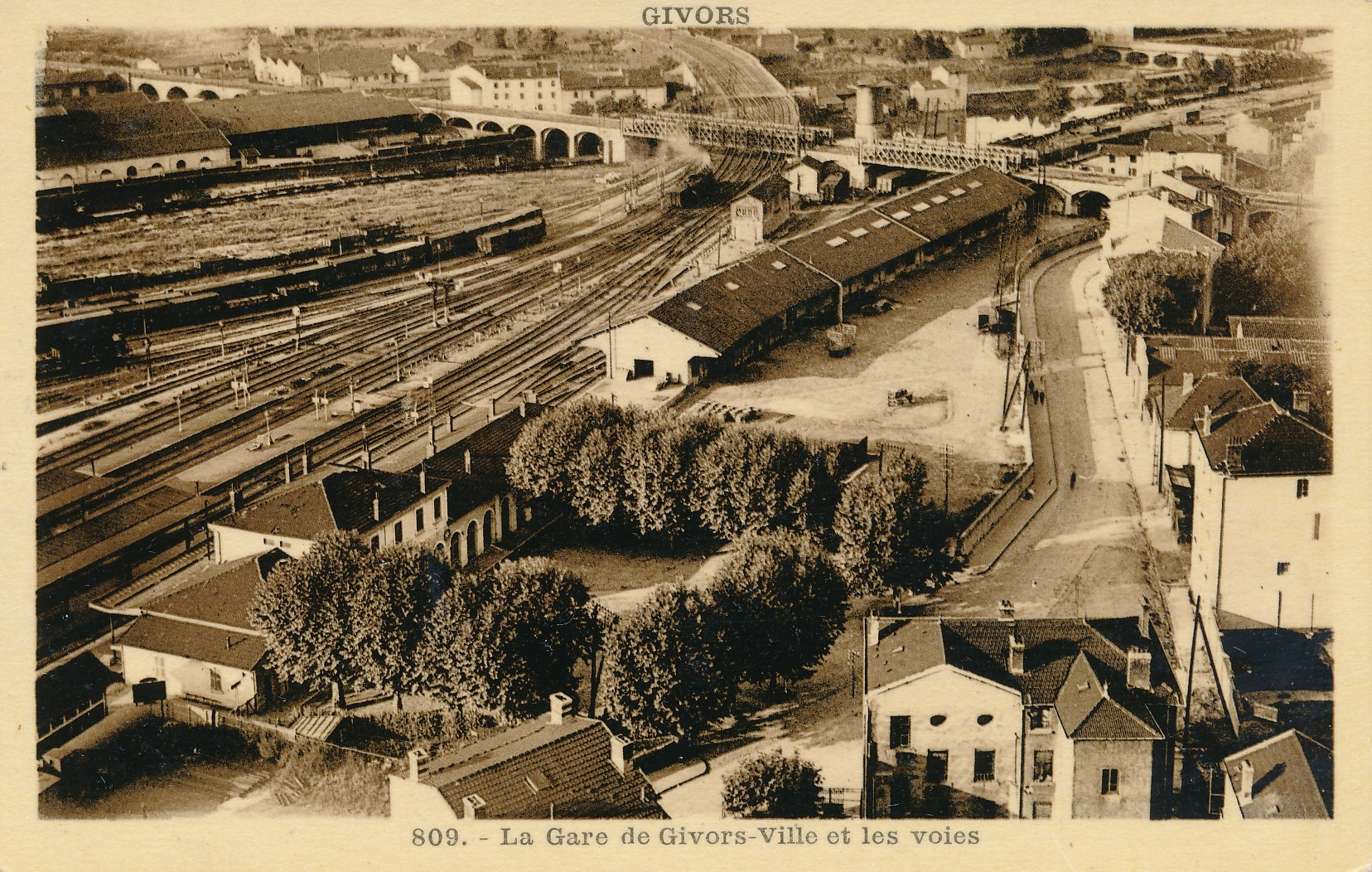
Gare de Givors -Ville, environ 1900.

En 1843, le premier « train de plaisir » circule entre Lyon et Givors. Il permet aux lyonnais, le dimanche, pour un tarif très bas, de venir profiter de leur maison de campagne situées dans les environs de Givors.
Rapidement, le manque de place se fait ressentir. Les omnibus qui établissent la correspondance entre la gare et les villages environnants, et les voyageurs attendant le train directement sur la voie sont autant d’arguments employés par la Compagnie de chemin de fer auprès de la municipalité de Givors pour l’aménagement d’un embarcadère. Celui-ci doit être construit pour les voyageurs du chemin de fer. Le 19 juillet 1843, le conseil municipal décide de la déviation du chemin public pour la construction d'un embarcadère au chemin de fer. La gare de Givors-Ville est née.
Dans un premier temps, deux salles sont disposées pour les voyageurs de première et de deuxième classes. Derrière le bâtiment, une cour spacieuse pour le stationnement des voitures et omnibus est aménagée.

###### La gare d’eau
La Compagnie du chemin de fer organise, à partir de Givors, le transport des matières premières de la vallée du Gier, notamment du charbon. Afin de supplanter le canal, la gare d’eau de Givors est créée par la Compagnie du chemin de fer. Elément incontournable de l’histoire de Givors, la gare d’eau permet à la vallée du Gier, au Jarez et à Saint-Etienne, de bénéficier d’un accès sur le Rhône et sur la Méditerranée.
Étienne Abeille décrit avec précision la gare d’eau dans son ouvrage Histoire de Givors : « la gare d’eau est composée de 3 sections. La première section, à l'entrée-même de la gare d'eau sur le Rhône, était occupée par l'équipe rouge, transbordant le minerai. La deuxième section, entre le pont de la route nationale et le pont du chemin de fer, servait de port pour les barques en attente de chargement de houille, ou en départ. La troisième section, en amont de la gare d'eau, était affectée à la manutention du charbon, effectuée par l'équipe noire ».
Située le long de la voie ferrée, à proximité des ateliers Fives-Lille jusqu’à l’embouchure du Rhône, cette infrastructure a pour objectif d’assurer un débouché par eau au chemin de fer, sans avoir à passer par le bassin du canal. C’est la Société des Graviers du Gier qui en assure la gestion. Rapidement, les habitants et utilisateurs de cette gare se plaignent de son extrême saleté aux instances communales et départementales. Vase, eau stagnante, les descriptions d’odeurs pestilentielles sont nombreuses.
La gare d’eau sera progressivement remblayée, à partir de 1934. En 1980, le parc public Normandie-Niemen est aménagé à son emplacement ; seule subsiste aujourd’hui la digue qui marquait son entrée en jonction avec le Rhône, espace désormais occupé par la halte nautique de Givors.

##### Le quai de la Navigation

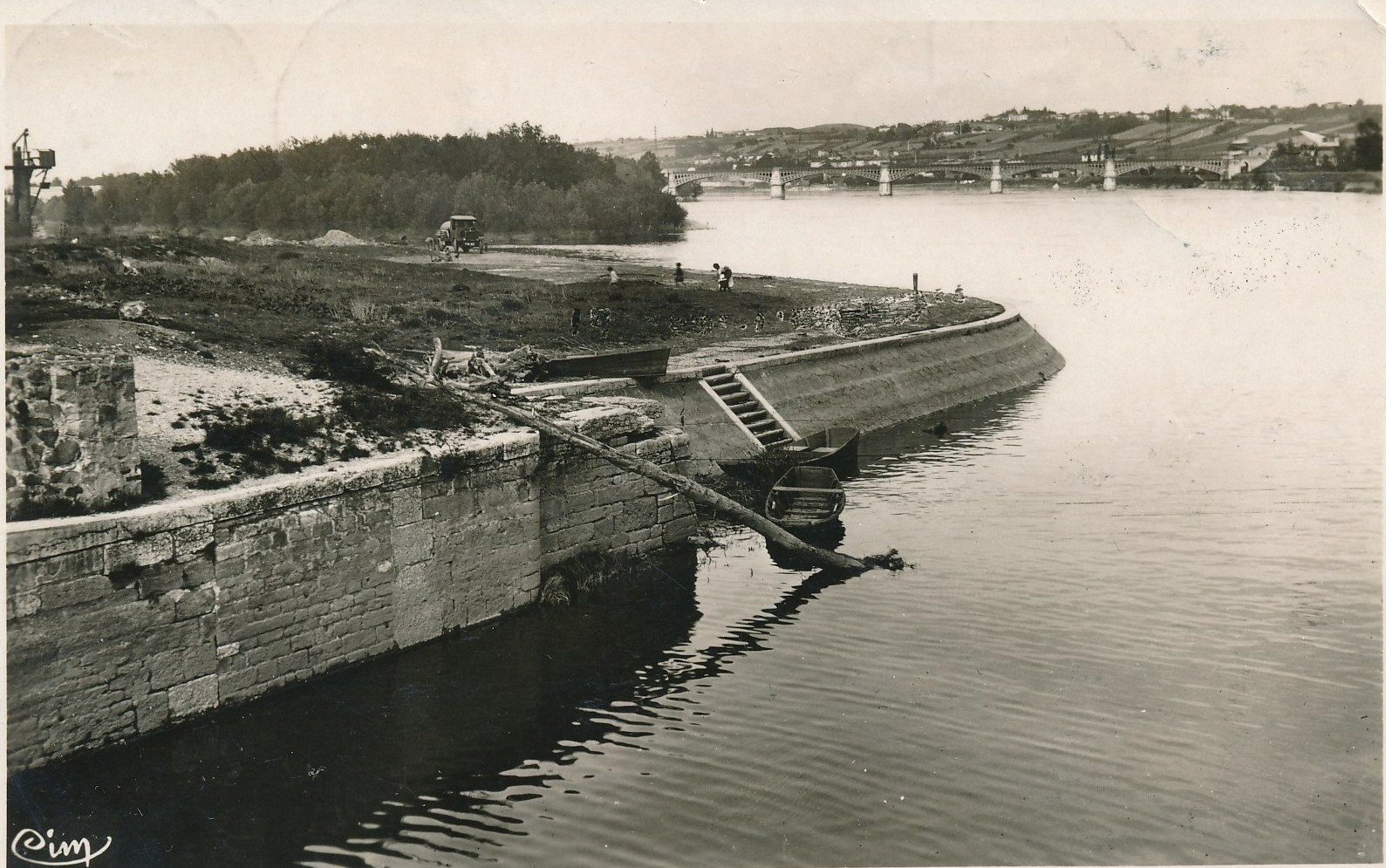
Quai de la navigation.

En 1870, le maire de Givors présente à son conseil municipal, la nécessité d’aménager un quai qui relierait l’embouchure du Garon à la rivière Gier. En effet, le transport de la houille par voie fluviale, au départ de Givors, est remarquable en termes de tonnage. Cependant, seule une berge de surface restreinte et non adaptée à la circulation des hommes permet aux bateaux d’accoster pour charger la marchandise. Ainsi, pour des raisons de sécurité, le Quai de la Navigation voit le jour à la fin du XIXe siècle.
Mais ce quai offre surtout à la navigation de commerce une alternative à la gare d’eau de Givors, propriété de la Compagnie des chemins de fer, laquelle perçoit des droits très onéreux sur les chargements et déchargements des marchandises.

A observer : la hauteur des troncs des platanes le long de la promenade Maurice Thorez. Afin de lutter contre les inondations du Rhône (dernière connue : 1957), il a fallu surélever les perrés des quais au-dessus des plus hautes eaux connues afin d’en faire des digues de protection. Les platanes se sont ainsi retrouvés à demi enterrés, d’où la hauteur de leurs troncs.

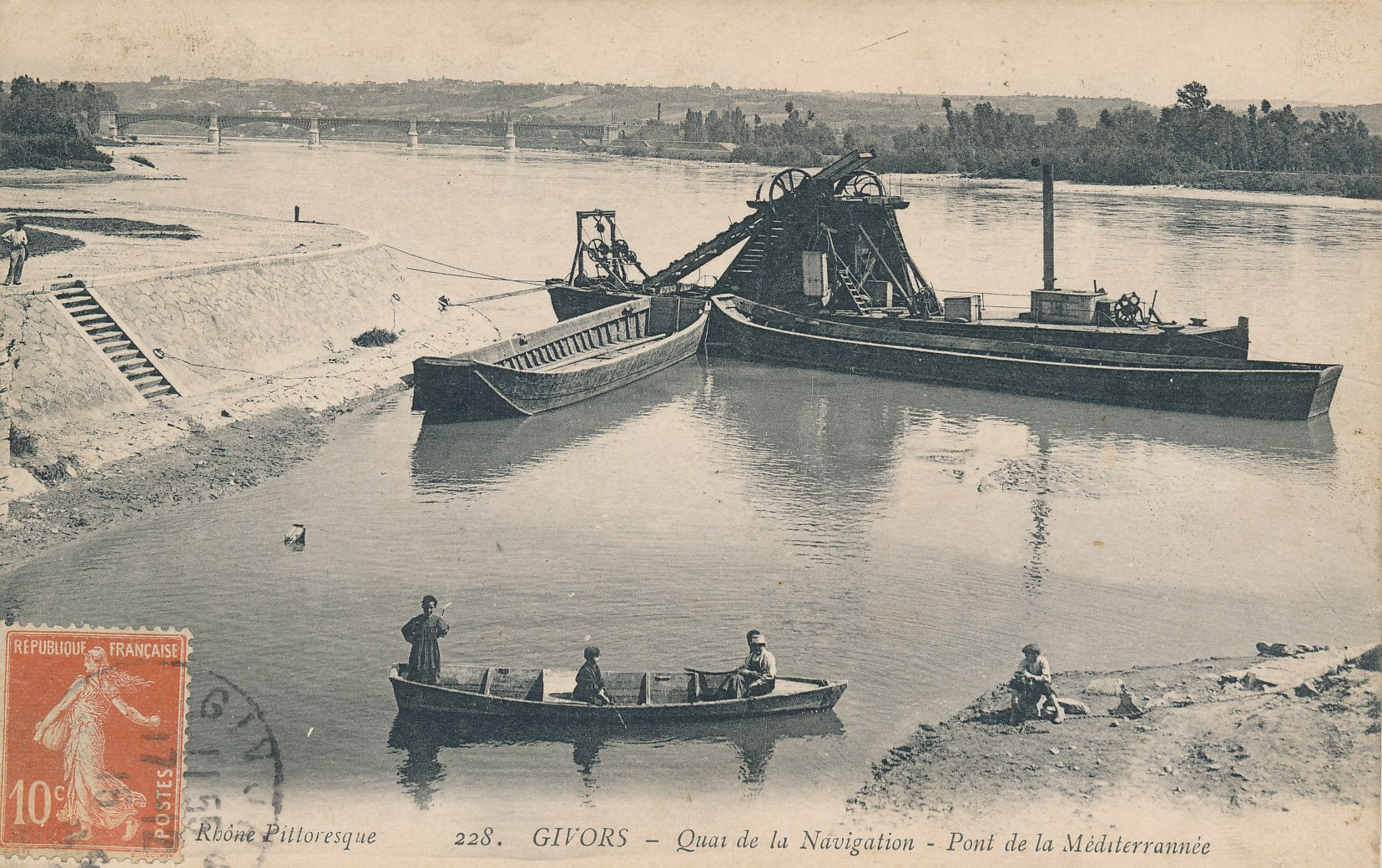
Quai de la navigation, Givors.

#### L’industrialisation

##### Givors, terre de verriers
Au début du XIXe siècle, Givors devient actrice de la première révolution industrielle, avec l'installation des premiers maîtres verriers. Les matières premières indispensables à la fabrication du verre sont en effet présentes à Givors et dans la vallée du Gier : charbon, sable, eau.

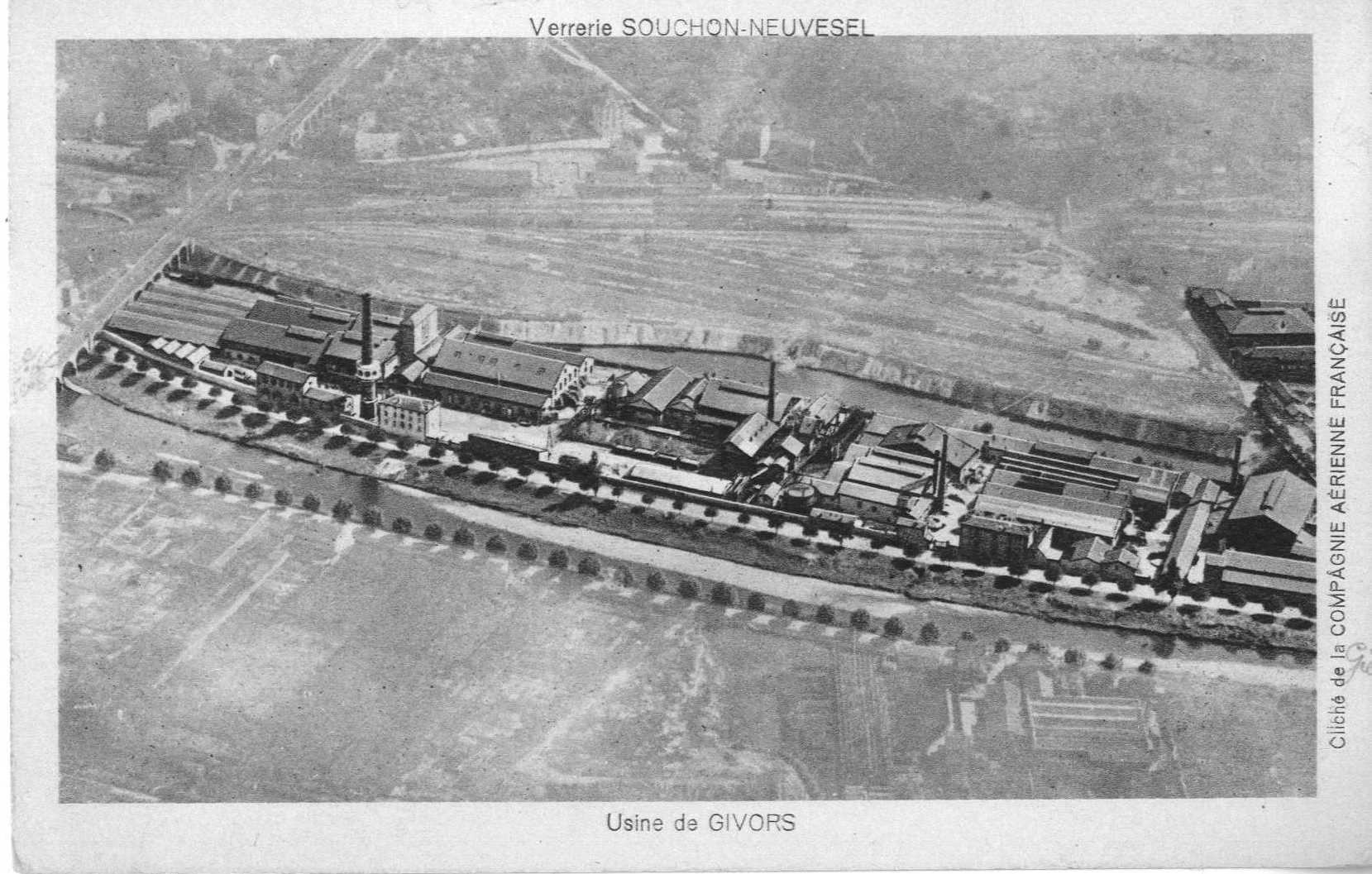
La verrerie Souchon-Neuvesel, Givors.

Givors devient une terre de maîtres-verriers.
Dès 1749, le Roi autorise la création de la Verrerie Royale de Givors, octroyant l’exclusivité de la production pour vingt ans à deux maîtres verriers : Michel Robichon et Joseph Esnard. C’est ainsi que naît la verrerie du Centre de Givors, dite « la Verrerie Royale », implantée au pied de la colline Saint-Gérald (actuelle rue Gambetta).
S’ensuivent plus de 200 ans d’une histoire verrière nourrie d’implantations et de fermetures de verreries au rythme des fusions et rachats des entreprises.
Les verreries sont actives dans plusieurs quartiers de Givors. Ainsi, parallèlement à l’activité des verreries du Centre de Givors, la Verrerie May et Compagnie s’implante dès 1850 sur le site de la Freydière. A proximité, dès 1860, la Verrerie Crines concentre son activité sur la fabrication de topettes.
Une autre verrerie, toujours à la Freydière, couvre, dès 1870, 1100 m². Elle compte trois fours, des magasins et entrepôts. L’entreprise loge également ses ouvriers à l’intérieur d’immeubles à l’architecture caractéristique de l’habitat verrier.
Ceux-ci existent toujours dans le quartier de la Freydière ; on les distingue aisément par leurs coursives et escaliers extérieurs.
Ces logements destinés aux verriers et à leurs familles symbolisent le cadre paternaliste dans lequel évoluent les verriers de Givors aux XIXe et au début du  XXe siècle. Prise en charge des frais de layettes, jardins ouvriers et colonies de vacances pour les enfants des verriers font partie de ce que propose le patron de la verrerie à ses ouvriers.

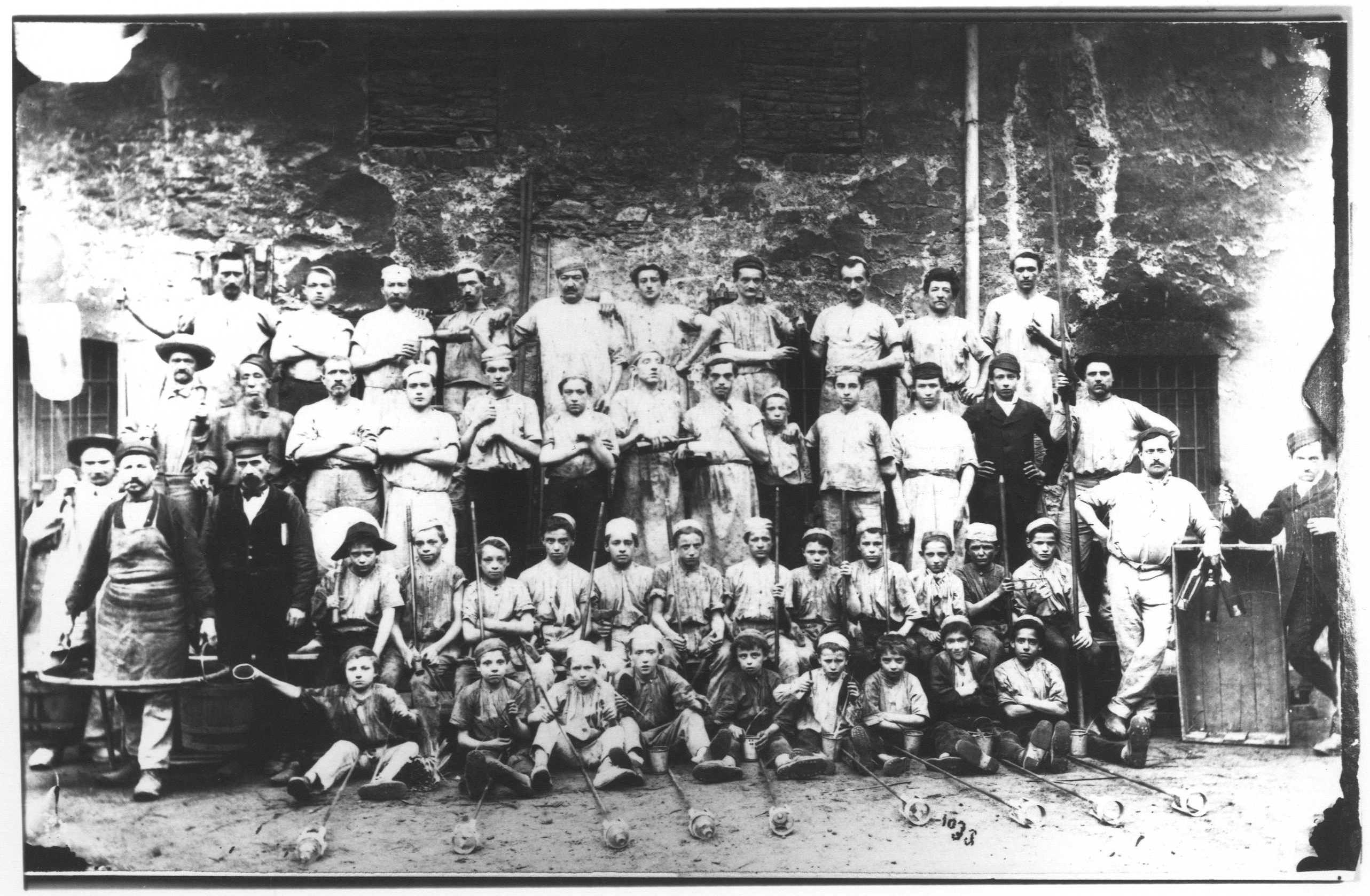
Verriers de Givors, environ 1880.

Sur les bords du Gier, à partir de 1905, la Verrerie Souchon-Neuvesel s’implante à la Basse-Freydière. Les bâtiments administratifs et fours de la verrerie ont été détruits en 2006. Seule la cheminée, visible aujourd’hui, a été conservée.
La Verrerie Souchon-Neuvesel a marqué la vie quotidienne de très nombreux givordins, jusqu’à sa fermeture en 2003.
Son histoire s’articule autour de dates marquantes,:
- Eugène Souchon, beau-frère de Fleury Neuvesel, est à l’origine d’accords signés avec Evian en 1910, puis avec Badoit, Vittel et Vals.
- En 1936, un accord est signé entre Saint-Gobain et Souchon-Neuvesel.
- En 1966, la verrerie Souchon-Neuvesel prend le nom de Boussois-Souchon-Neuvesel (BSN) lorsqu’elle fusionne avec les glaces Boussois. Le groupe BSN, se spécialise alors dans le procédé du verre flotté (« float glass »). L’industrie verrière givordine abandonne le procédé du verre plat et entre dans le domaine de l’industrie lourde.
- En 1968, Antoine Riboud, petit neveu de Eugène Souchon et nouveau PDG de la verrerie, est à l’origine d’une OPA (ratée) sur Saint-Gobain.
- Durant les années 1970-1980, BSN accroît son influence internationale. Les fusions se succèdent. BSN acquiert les Eaux d’Evian et les aliments pour bébé Blédina.
- En 1973, BSN fusionne avec le groupe Gervais-Danone-Panzani.
- En 1986, les Verreries mécaniques champenoises (VMC) deviennent une filiale de BSN.
- En 1994, BSN est rebaptisée Danone, du nom de sa marque alimentaire la plus célèbre. En 1999, le groupe BSN-Glasspack, filiale d’emballage du Groupe Danone, est constitué.
- C’est en 2003, sur décision de BSN-Glasspack, que la verrerie de Givors ferme définitivement ses portes.

##### Givors et la métallurgie

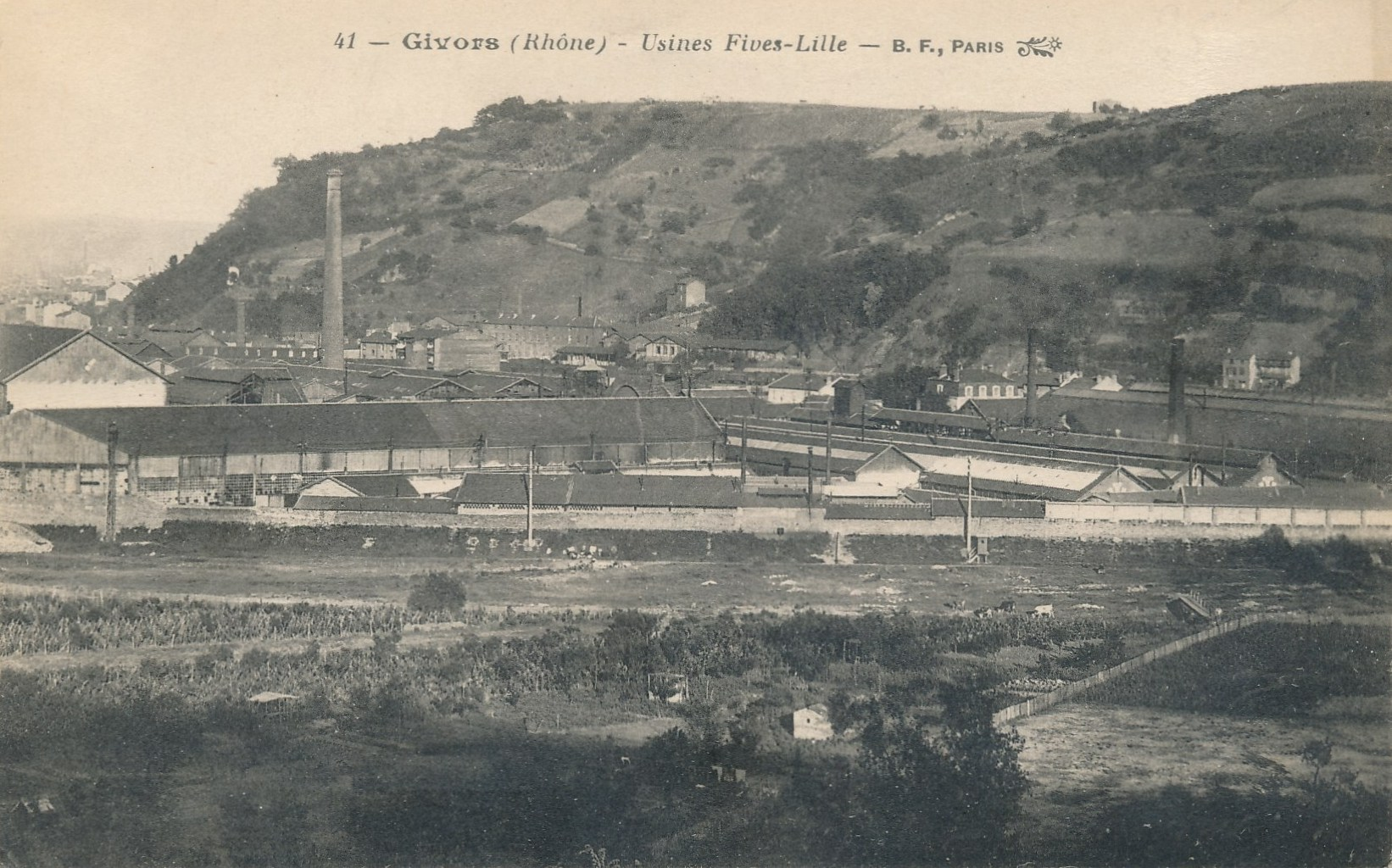
Usine Fives-Lille de Givors.

La sidérurgie est aussi largement représentée à Givors. Les usines Prénat et Fives-Lille ont employé de très nombreux Givordins de la création de ces usines jusqu’à leur fermeture.

###### Fives-Lille
En 1861, la société Fives-Lille s’implante à Givors. Entreprise de construction mécanique, elle est à l’origine de la réfection de la première ligne de chemin de fer française allant de Lyon à Saint-Étienne.

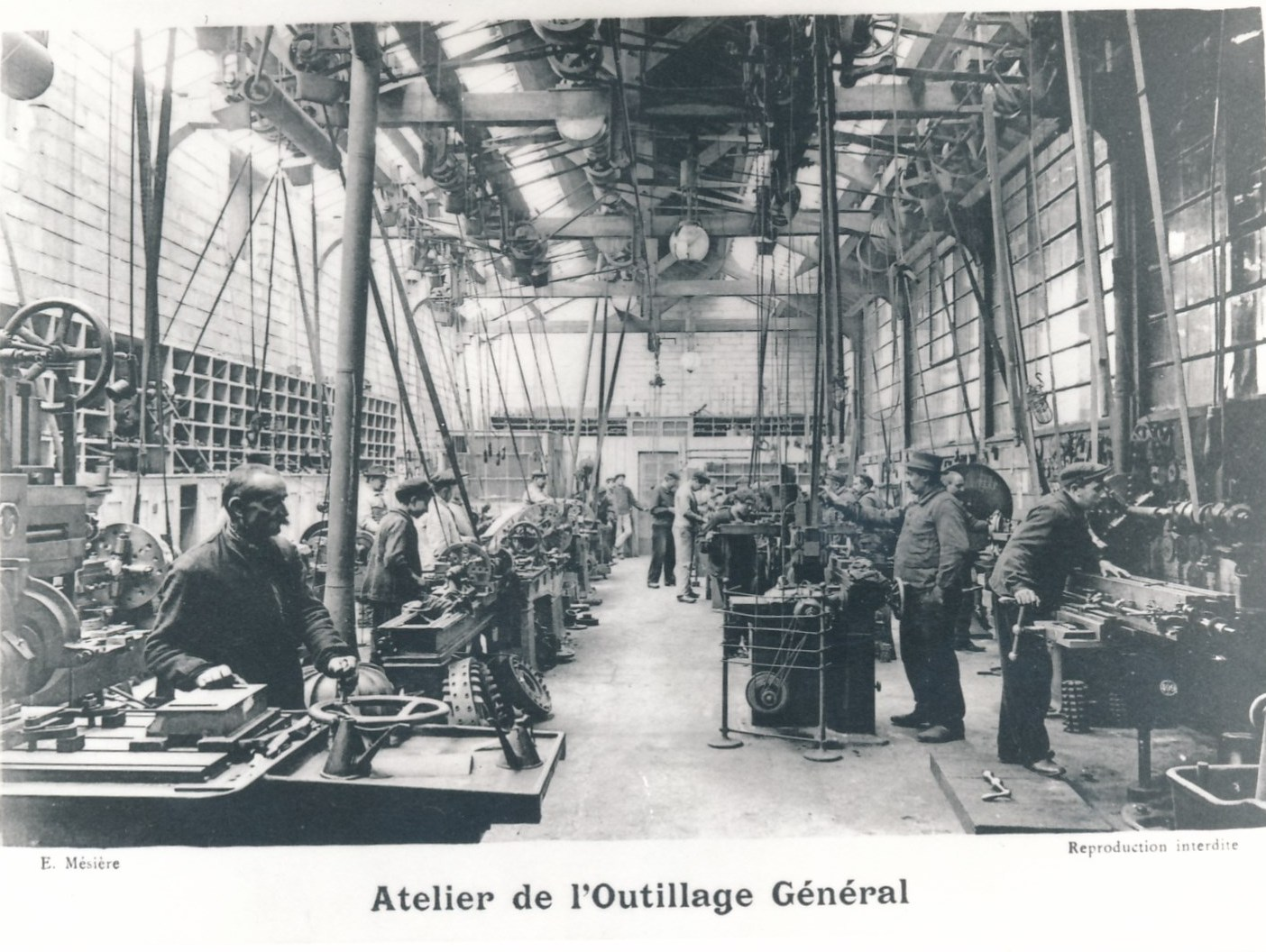
Ateliers Fives-Lille de Givors, outillage général, environ 1910.

En 1868, l’usine Fives de Givors se distingue en augmentant sa production, une production souvent qualifiée de monumentale. Les hangars de Fives-Lille Givors, qui existent encore aujourd’hui, ont en effet abrité plusieurs constructions emblématiques du site de Givors : charpentes métalliques (1900 : charpente métallique de la gare d’Orsay, Paris), tabliers de ponts (1888-1890 : Pont Lafayette à Lyon), moteur des avions Hispano-Suiza, matériels pour les lignes des tramways (en 1905, pour les villes de Rennes, Avignon, Angers).
En 1912, l’usine de Givors construit et assemble, sur place, à Lyon, la charpente métallique du Marché aux bestiaux des abattoirs de La Mouche, future « halle Tony Garnier » .
En 1958, la Compagnie Fives-Lille fusionne avec la Société française de constructions mécaniques (anciens établissements Cail). Fives prend alors le nom de Fives-Lille Cail.
Après la fusion en 1973 de Fives-Lille Cail et Babcock, l’entreprise devient Fives-Lille Babcock (FCB) et se place au premier rang de la mécanique lourde française. En 1980, l’atelier FCB de Givors ferme ses portes ; en parallèle l’activité d’ingénierie du bureau d’études, Solios, se développe sur le site.

###### Prénat

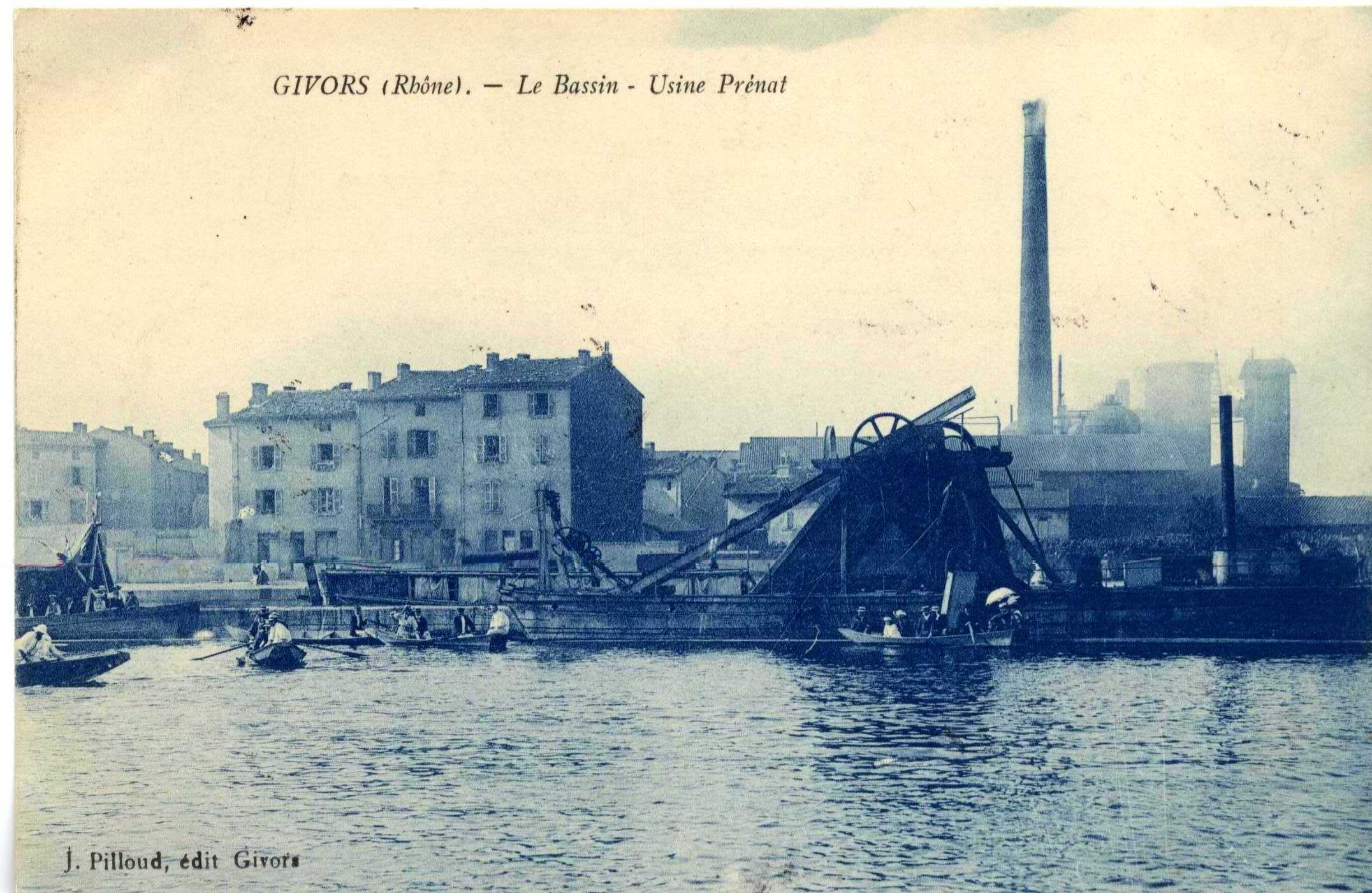
Fonderie Prénat, Bassin de Givors.

En 1839, Eustache Prénat achète les terrains au nord du Bassin de Givors, à l’emplacement actuel du port pétrolier. Il y installe une fonderie de fonte avec plusieurs ateliers de forge.
Quelques années plus tard, la Société Genissieu & Prénat, Compagnie des hauts-fourneaux et forges de Givors est officiellement créée. La capacité de production de la compagnie s’accroît d’année en année : en 1847, un deuxième haut-fourneau est mis à feu.
En 1860, la statue de la Vierge du Puy, fondue à l’usine de Givors, est inaugurée. Elle mesure 23 mètres de haut, 17 mètres de périmètre à la base. Elle a été fondue avec quelques-uns des canons rapatriés de Sébastopol (Crimée) et conçue d’après les plans de Jean-Marie Bonnassieux, sculpteur français, né en 1810.

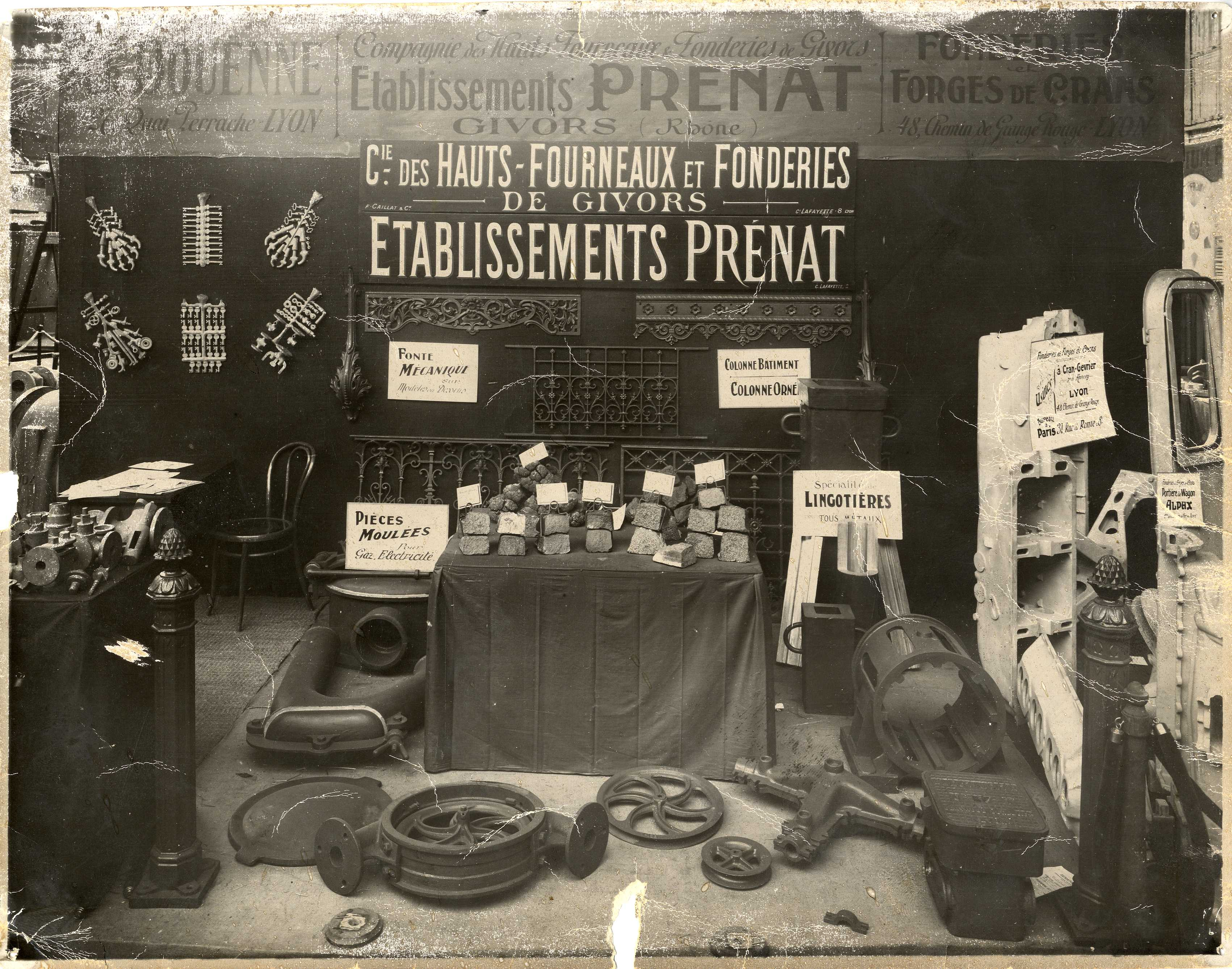
Etablissements Prénat. Exposition des produits manufacturés. Environ 1910.

En 1870, un troisième haut-fourneau est monté à Givors. En 1910, ces trois hauts-fourneaux produisent chacun jusqu’à 50 tonnes de fonte par jour. La société possède également des ateliers de construction : ainsi, des produits manufacturés sortent de l’usine tels des moules (entre autres des moules de bouteilles pour la Verrerie), fontes d’ornements et de poêlerie, projectiles (1914-1918), éléments de balustrades de ponts…
Après la Deuxième Guerre mondiale, les établissements Prénat réussissent à se relever des bombardements destructeurs de 1944. Des agrandissements sont réalisés en même temps que la construction de logements sociaux pour les ouvriers. En 1949 sont inaugurées les « maisons Prénat », préfabriquées, extrêmement modernes pour l’époque.
En 1960, le secteur sidérurgie des Hauts Fourneaux Prénat ferme ses portes, éprouvant des difficultés à s’adapter à la nouvelle donne économique. La fonderie de deuxième fusion, quant à elle, continue de fonctionner avec ses 290 salariés, jusqu’en 1962.

###### Berthiez
Créés en 1916, les établissements Berthiez constituent un symbole fort de la percée de l’industrie métallurgique à Givors. Ils sont spécialisés dans la fabrication de machines-outils : tours verticaux, rectifieuses, foreuses et centres d’usinage. Le site de Givors ferme ses portes au début des années 1980, l’activité est relocalisée à Saint-Étienne au sein d’ateliers existant encore aujourd’hui.

##### Les savoir-faire givordins, entre usines, ateliers et manufactures
Au-delà des grandes usines produisant en masse, BSN, Fives-Lille et Prénat, Givors voit dès le XVIIIe siècle apparaître de nombreuses fabriques et manufactures,.
Les tuileries, briqueteries, poteries, tanneries sont les premières à apparaître. Les tuileries, Rosier, Berger et Catton (Briqueterie du canal), situées dans les quartiers des Plaines et de Canal, ont une histoire intrinsèquement liée à l’histoire industrielle de la ville. L’argile nécessaire à la fabrication des briques rouges (« plotets ») de construction et des tuiles creuses est extraite directement sur ce terrain.
La tuilerie Berger est créée en 1850 par Claude Berger, ouvrier tuilier, né en 1818. Elle est située rue des Tuileries actuelle, rue longeant l’autoroute. La tuilerie Berger, est voisine des tuileries Bignon, Rosier, Catton, Miray et Gay.

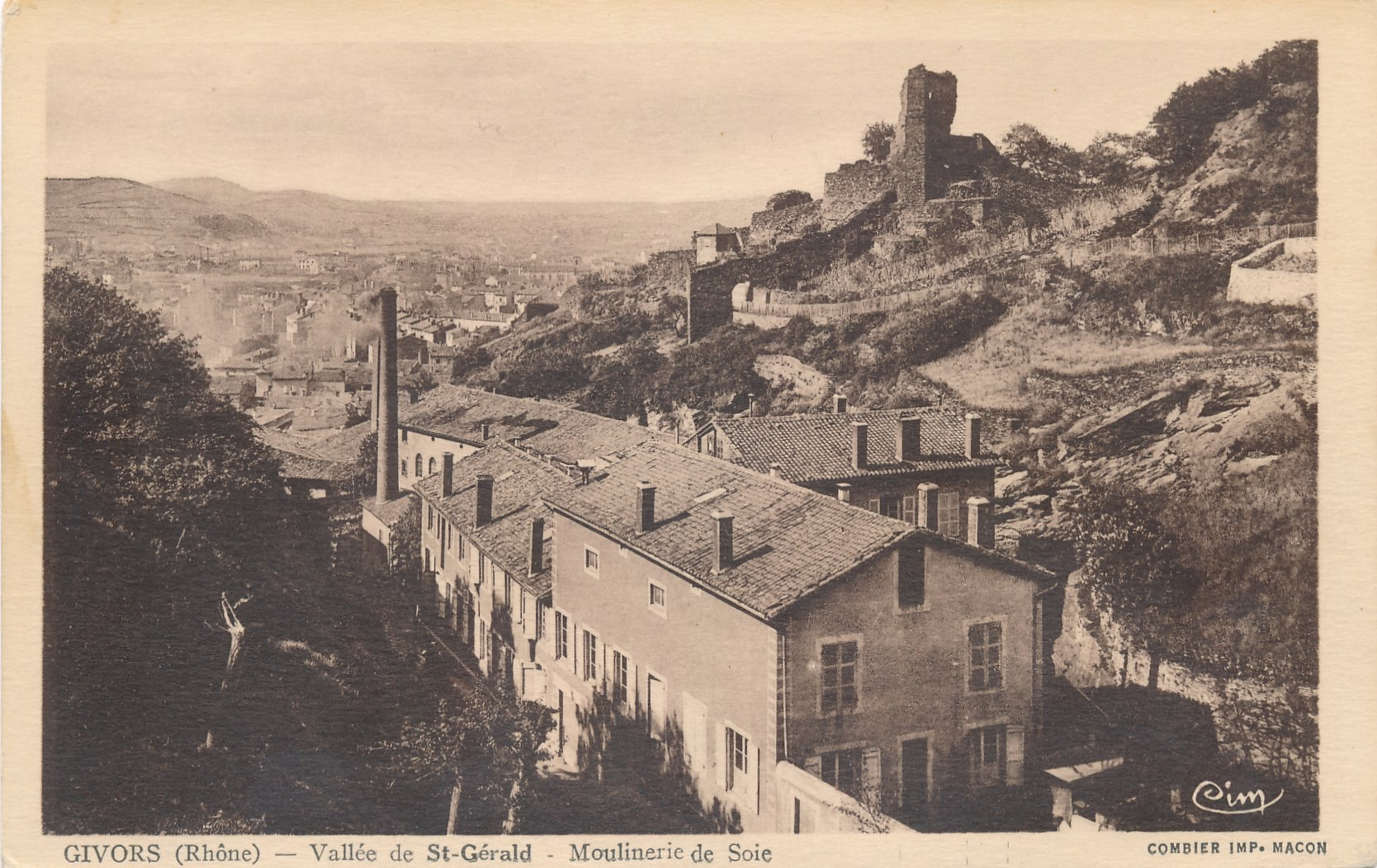
Moulinerie de soie, Givors. Environ 1900.

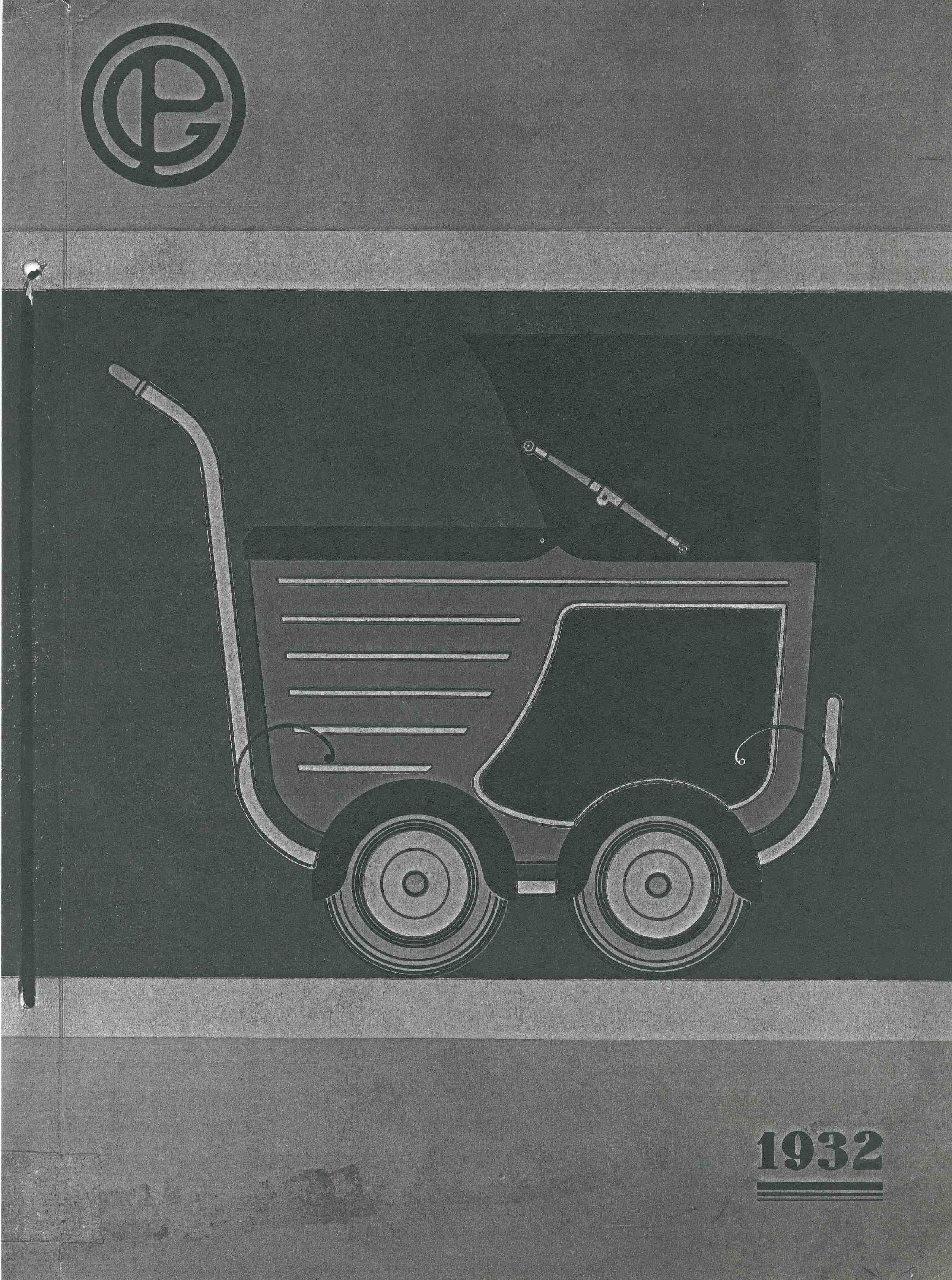
Brochure publicitaire. Production des Etablissements Guy, 1932.

Plus tard, la famille Berger étend sa production dans le quartier des Plaines, entre les rues Farge et Liauthaud actuelles (tuilerie mécanique et briqueterie pour la construction des cheminées d’usines).
La tuilerie Berger cesse de fonctionner en 1957, la concurrence rendant difficile l’exploitation. En 1985, Givors ne compte plus d’usines céramiques en activité : les établissements Prost et Catton ont également fermé leurs portes.
Les industries liées à la production textile sont également présentes à Givors. Les activités de moulinage, tissage et teinturerie s’implantent plus tardivement sur le territoire. Cependant, déjà aux alentours de 1870, la teinturerie Pochet s’implante à Givors, au sein de l’actuelle Maison du Fleuve Rhône, en bordure du Fleuve. Elle devient vingt ans plus tard, l’usine de teinture Boiron.
C’est en 1904 que la famille Bruyas rachète la maison bourgeoise et son usine pour y installer une Chapellerie mécanique, manufacture employant 150 ouvriers en 1905. La Maison-mère Bruyas de Givors, devenue plus tard « Blanc-Bruyas » ouvre de nombreuses succursales (Lyon, Marseille, Aix), sous l’enseigne « Chapellerie Troix-Six », selon une expression indiquant aux clients que l’on pouvait trouver dans ces boutiques des chapeaux à un prix modique, compris entre 3 et 6 francs.
Les usines de moulinage de soie sont également présentes à Givors. En contrebas du château Saint-Gérald, est implanté dès les années 1880, le moulinage de soie Désiré Faure. Le moulinage de la soie permet de rendre le fil de soie utilisable pour le tissage.
Les usines de fabrication de jouets pour enfants sont également représentées à Givors. Le nom de Pipo résonne ainsi fortement à Givors. Cette usine, située à partir de 1944 dans les anciens ateliers de moulinage de soie Faure, a fabriqué dans un premier temps des jouets en bois, tel le Lapin Caramel. Pipo est ensuite contrainte de s’adapter au marché du jouet en assemblant exclusivement des pièces plastiques moulées, jusqu’à sa fermeture en 1984.
Les Établissements Guy de Givors, situés rue Yves Farge, sont une manufacture de voitures et de jouets d’enfants (landaus, parasols…), produits reconnus et recherchés aujourd’hui par les collectionneurs. Si les Établissements Guy ont fermé leurs portes dans les années 1950, les ateliers de fabrication existent encore aujourd’hui et sont occupés par l’entreprise Pividal.

### Givors auXXesiècle: de 1914 à 1953

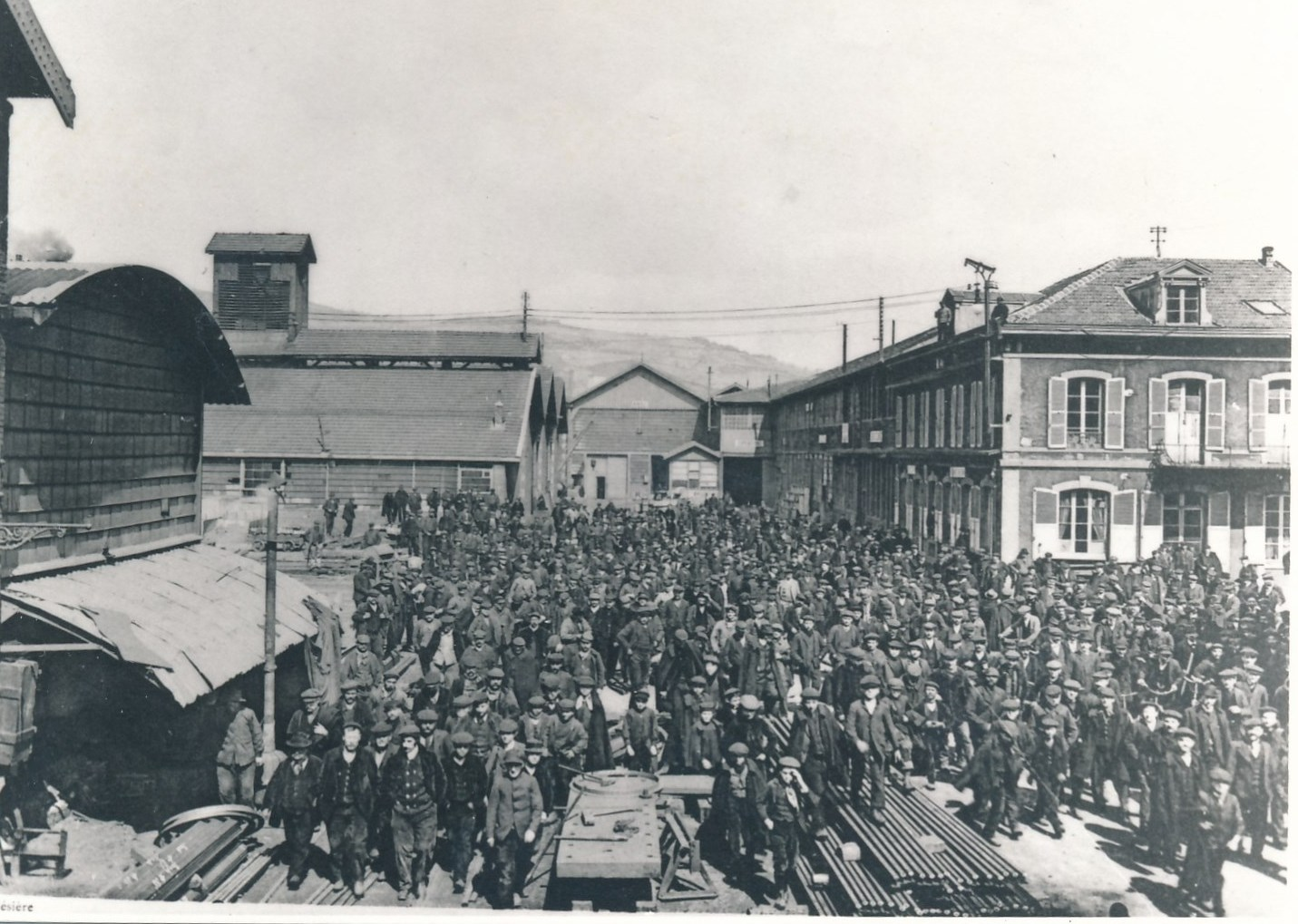
Fives-Lille, sortie d'usine, 1911.

#### Première Guerre mondiale

##### Mobilisation et organisation à l’arrière
Le 1er août 1914, comme dans toute la France, les givordins en âge de combattre sont appelés à rejoindre leur régiment,.
À Givors, un journal, « Le Petit Givordin » voit le jour dès septembre 1914 : il informe la population givordine de l’avancée des troupes sur le Front et des événements ponctuant le quotidien de Givors pendant cette période troublée.
Dès 1914, les secours s’organisent à Givors. Le lendemain de la mobilisation, une commission de ravitaillement pour les soldats mobiles assurant la garde près des voies ferrées est créée, sur l’initiative des prêtres de Givors-Ville (Brosse) et Canal (Motte). L’assistance est également prévue pour porter secours aux trains sanitaires qui passent en gare de Givors-Ville et Givors-Canal. Ces convois transportent les Poilus blessés rentrant chez eux ou étant soignés à Montgelas avant de repartir sur le Front. Ce sont les femmes, laïques ou religieuses, qui ravitaillent ces soldats, pansent les plaies superficielles et raccommodent les vêtements lors du stationnement des trains en gare.
L’aide est institutionnalisée, sur demande du préfet, par le maire de Givors, Monsieur Brossette. Celui-ci lance en effet une souscription pour les familles de soldats sous les drapeaux. Lors du conseil municipal de novembre 1914, les élus votent l’acquisition de laine par la municipalité et lancent un appel à la population givordine: les volontaires désirant confectionner gratuitement des articles de laine pour les Poilus peuvent venir récupérer les pelotes de laine à l’hôtel-de-ville. En juillet 1915, l’hôpital de Givors est saturé : 125 blessés de guerre sont accueillis.
Les réquisitions sont également organisées pour l’Armée. Ainsi, les chevaux appartenant aux agriculteurs des communes rurales environnant Givors sont souvent réquisitionnés.

##### Les usines de Givors

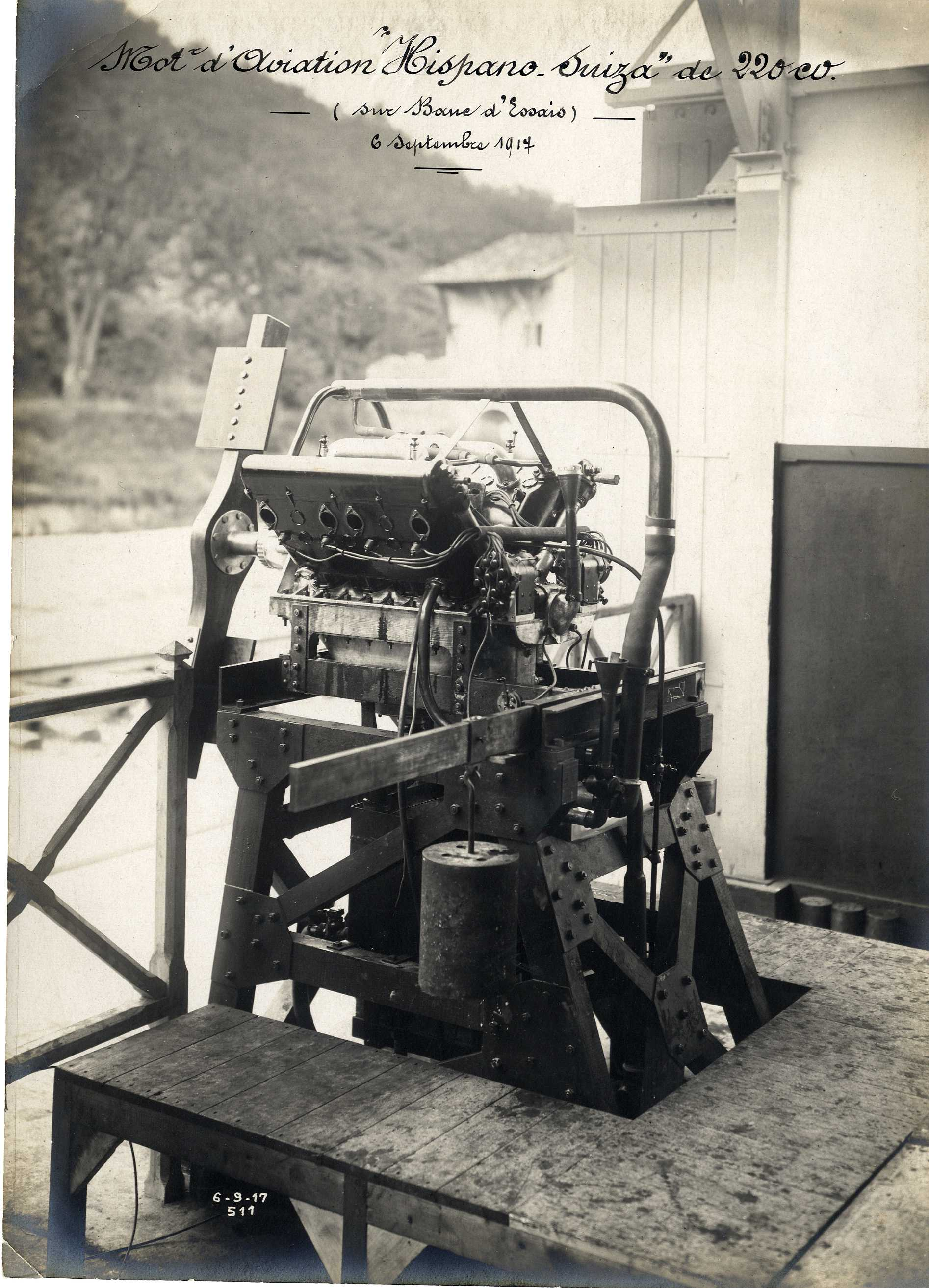
Fives-Lille Givors, production du moteur d'avion Hispano-Suiza.

Les usines Fives-Lille et Prénat voient leur production dédiée à l’effort de guerre. Fives-Lille confectionne huit cents obus de 75. C’est également l’usine Fives de Givors qui fabrique les moteurs d’avions de la marque Hispano-Suiza. Afin d’assurer la production et l’assemblage de ces moteurs, en septembre 1916, est lancée la construction d’un atelier de 12 000 mètres carrés. En décembre 1916, dix-sept exemplaires des moteurs Hispano-Suiza sortent de l’usine Fives de Givors.
Les usines locales, telles que Fives et la Verrerie, demandent à l’Administration militaire de faire revenir du Front les ouvriers qualifiés. Certaines de ces demandes seront acceptées et quelques soldats mobilisés auront ainsi le statut de « soldats détachés » pour contribuer à l’effort de guerre.

#### Seconde Guerre mondiale
Par télégramme officiel, le ministre de la Guerre informe le maire de Givors que « le premier jour de la mobilisation est le 2 septembre 1939 à 0 heure » Cet ordre de mobilisation indique au maire de Givors, Mathieu Pinat, que « dès la réception du présent télégramme, le maire de la commune, ou son représentant, fait venir les habitants par tous les moyens en son pouvoir. Il invite les hommes en position de disponibilité et dans les réserves à se tenir prêts à partir (…) ».

##### Défense passive
La mise en sécurité de la population givordine s’organise, notamment au travers des mesures de Défense Passive, destinées à limiter les risques encourus lors des bombardements, ainsi qu’à faciliter l’action des secours. La Défense Passive incite à l’éloignement et à la dispersion des individus. Elle conseille vivement les départs volontaires, notamment des enfants, vers les campagnes environnantes. Les registres journaliers de présence des enfants en classe pendant la période 1939-1945, indiquent un fort absentéisme, dont la raison principale demeure « parti à la campagne ».

Soldats allemands, place de la gare de Givors-Ville, le 3 décembre 1942.

##### Réquisitions et restrictions
C’est le service municipal du rationnement qui gère l’édition et la distribution des tickets de rationnement, mensuellement. Les coupons concernent la distribution du pain, de la viande et denrées diverses. De plus, au mois de janvier de chaque année, les coupons pour le savon sont édités. En juillet 1942, a lieu à Givors une manifestation de ménagères, un événement dont on retrouve également la trace dans d’autres villes de France pendant la Guerre. En effet, devant la pénurie grandissante constatée sur le marché de Givors, la colère de celles que l’on appelle « les ménagères », grandit depuis le mois de janvier.

##### Bombardements
L'agglomération givordine, à l’instar d’une majorité de villes françaises, est bombardée à cinq reprises. Les bombardements provenant de l’Allemagne nazie, mais également des alliés, visent les infrastructures de transport et nœud ferroviaire que représente l’ensemble Grigny-Chasse/Rhône-Givors. Le premier bombardement, allemand, a lieu le samedi 1er juin 1940. Une centaine de bombes s’abattent sur Givors-Ville, mais principalement dans le quartier du Canal.
Viennent ensuite les trois bombardements américains de 1944. Celui du 25 mai vise la gare de triage de Badan à Grigny, et ceux des 6 et 23 août ont pour but la destruction du pont de la Méditerranée et des ponts ferroviaires de Givors – Canal. Les Britanniques bombarderont également la gare de triage de Badan, les 26 juillet et 12 août 1944.
Comme le rappelle Evelyne Py dans son ouvrage Un été sous les bombes – Givors-Grigny – Chasse, l’incompréhension face à ces bombardements alliés demeure vive. Si la volonté des Alliés de détruire les voies de communication facilitant la retraite allemande est compréhensible, les morts causées par ces bombardements ne sont pas acceptés par la population locale.
Givors, en particulier dans son quartier du Canal, est ravagée. Les rues Jean Ligonnet et Victor Hugo témoignent ainsi aujourd’hui de la vaste opération de Reconstruction intervenant après la Guerre. Comme dans le reste de la France, la Reconstruction est encadrée par le Ministère de la Reconstruction et de l’Urbanisme qui met en place un large dispositif réglementaire concernant le remembrement. Ce dispositif, combiné à la mise à disposition de moyens financiers conséquents, permet localement aux propriétaires sinistrés, constitués en associations syndicales, de pouvoir reconstruire les habitations. Ainsi, à Givors, l’Association syndicale de Reconstruction (ASR), est à l’origine de nombreux permis de construire correspondant aux immeubles, locaux commerciaux et garages du quartier de Canal.

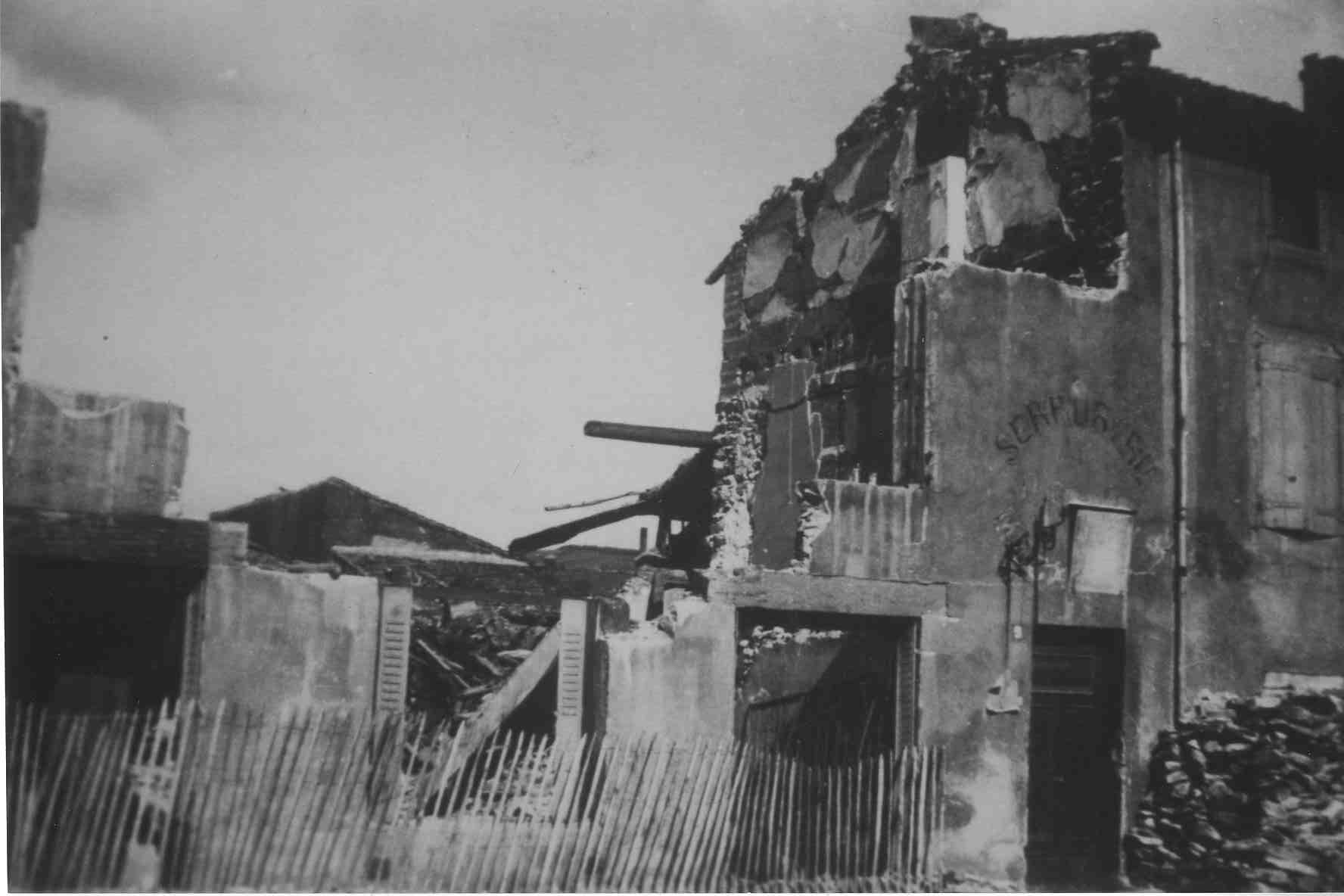
Bombardement du 1er juin 1940, Givors, quartier de Canal.

##### Résistance
Le traumatisme de l’Armistice de juin 1940, la présence de troupes allemandes dans les rues de Givors, dès novembre 1942 accentue la volonté chez certains Givordins de résister activement à l’ennemi. Givors voit la naissance de réseaux de Résistance structurés dépendant de l’Armée Secrète : les Francs-Tireurs, Libération et Combat. Chaque réseau est encadré par un chef de secteur. Les noms des chefs de secteurs sont : Roche, Cellard, Liauthaud (Libération), Ardiet et Jeampierre (Francs-Tireurs), Béjuy, Vignal et Clopin (Combat).
Les actions de la Résistance se multiplient à Givors et dans les environs. De nombreux parachutages ont lieu. Les Résistants des Mouvements unis de la Résistance (MUR créés par Jean Moulin), dans l’ombre, impriment, transportent, diffusent inlassablement ces feuilles et brochures de la presse clandestine. Dans les usines givordines, telle Fives-Lille, certains Résistants sont chargés de saboter les machines destinées à la production militaire nazie. Les plans sont également détruits.
Ces sabotages sont associés aux « Groupes-Francs ». Groupes d’action immédiate, les Groupes-Francs sont constitués en janvier 1944. Issus de l’Armée secrète, ils ont pour mission d’agir directement sur le terrain en multipliant les actions fréquentes et impactant fortement l’ennemi. Selon Paul Vallon, à partir de 1944 « il ne se passait pas une semaine sans que l’ennemi ne soit frappé (…). Partout où des trains transportaient du matériel et du ravitaillement pour les allemands, partout où les lignes portaient de l’électricité pour les usines, nous frappions… ».
Les noms des résistants ayant appartenu au Secteur VI de Givors sont aujourd’hui parfaitement connus. Afin de contribuer à la connaissance de l’histoire de la Résistance à Givors, l'association Givordine des Amis du musée de la résistance nationale a été créée le 6 septembre 1996 à l'initiative de Paul Vallon, ancien résistant de l'AS (Armée Secrète) avec, à ses côtés, d'anciens résistants tels que Joseph Rosa, Jean Mangin, Joseph Vareille (FTP) et Joany Di Rollo (Maquis de l'Azergue).

###### La répression
Dès les premiers contacts entre le noyau des Résistants givordins et la France Libre, la Gestapo cherche à multiplier les arrestations. C’est ainsi que, en 1942, toute la famille de Joseph Liauthaud est arrêtée, interrogée pendant 36 heures par le commissaire Pitiot, pour être finalement relâchée. Étroitement surveillé par la suite, Joseph Liauthaud est à nouveau arrêté en décembre 1943 et meurt en déportation en 1945, à Flossenbürg.
Les Givordins ayant vécu cette période se souviennent du 7 juin 1944, lendemain du débarquement allié en Normandie : la Gestapo arrive en force à Givors. Après avoir « visité » les maisons de Résistants et caches d’armes présumées, la Gestapo arrête Anthelme Vinson, qui meurt en déportation en 1945, à Brehem-Fargue[réf. nécessaire]. Cette visite de la Gestapo entraîne l’arrêt de l’action de la Résistance, dite « de plein jour ». C’est alors qu’a lieu la formation du maquis de Saint-André-la-Côte, initiée par Messieurs Bailly, Gagnaire, Umano, Vinson (Jean, le frère de Anthelme).

Reconstitution de la Libération de Givors pour le film Dans la nuit, la liberté, 1975.

Le 23 août 1944 a lieu à Givors le terrible bombardement allié visant les troupes allemandes. Il occasionne 58 blessés et 95 sinistrés. Mais la semaine qui suit est également sanglante pour les Givordins : les Allemands, acculés, brûlent certaines maisons et commerces dans la ville et alentours.
Pendant la dernière semaine du mois d’août 1944, les événements s’accélèrent. Le 28 août, les haut-parleurs annoncent à la population givordine qu’une colonne blindée allemande s’achemine vers Loire–sur-Rhône et Givors. Les FFI se mobilisent alors très vite pour retarder l’arrivée des Allemands. Les membres du Comité de Libération, tout récemment installés à la tête de la mairie de Givors, réquisitionnent les véhicules et cachent les produits alimentaires avant le passage des troupes. Les Allemands sont très ralentis dans leur marche par les FFI qui tirent en embuscade. Les jours suivants, ce sont d’autres troupes qui entrent dans Givors : 400 logements sont pillés par les soldats à la recherche de nourriture, s’ensuivent des incendies volontaires si nombreux que les pompiers peinent à les enrayer tous. Puis, progressivement, les troupes allemandes se font moins nombreuses, jusqu’au vendredi 1er septembre 1944 où les Givordins apprennent que les troupes régulières françaises viennent de libérer Saint-Étienne.
Le lendemain, 2 septembre 1944, les Forces françaises de l'intérieur (FFI) entrent à Givors, le Comité de Libération s’installe à nouveau, et durablement, à la mairie de Givors. Givors est libérée.

#### Givors et l'immédiat après-guerre
Par arrêté préfectoral du 8 septembre 1944, Marius Jeampierre est nommé administrateur provisoire, puis maire (le 19 septembre), de la ville de Givors. Un nouveau conseil municipal est chargé de gérer les affaires municipales. Ces membres, issus du Comité de Libération, sont les anciens résistants ayant activement repoussé les nazis (liste non exhaustive des conseillers municipaux : MM Roche, Giorda, Danerol, Clopin, Gaudray, Cancade, Blanc, Pacalet, Bertholat, Umano, Bejuy, Béjuy, Vinson, Chevrot…).
Alors que la guerre n’est pas encore terminée et que le quartier de Canal est dévasté, le nouveau Conseil travaille à reloger ses sinistrés, au nombre de 1250, rien que pour le quartier du Canal. C’est ainsi qu'est construite la « Cité provisoire pour le logement des sinistrés », communément appelée « le Chalet des sinistrés ». Les prisonniers allemands sont majoritairement employés à cette construction ainsi qu’au déblaiement des gravats générés par les bombardements.
En 1945, le 29 avril, les élections municipales ont lieu : la liste commune républicaine présentée par le Parti Radical et Radical-Socialiste, par le Mouvement républicain populaire (MRP) et le Parti communiste français (PCF), obtient 27 voix. Parmi les élus, on trouve le jeune Camille Vallin, ancien sergent et chef de groupe au sein des FFI. Il est élu adjoint au maire de Givors, Marius Jeampierre. Fervent communiste, Camille Vallin affirme sa présence sur la scène politique d'après-guerre, deux ans plus tard, en 1947, avec son élection comme membre du Comité fédéral du Rhône du Parti communiste français.

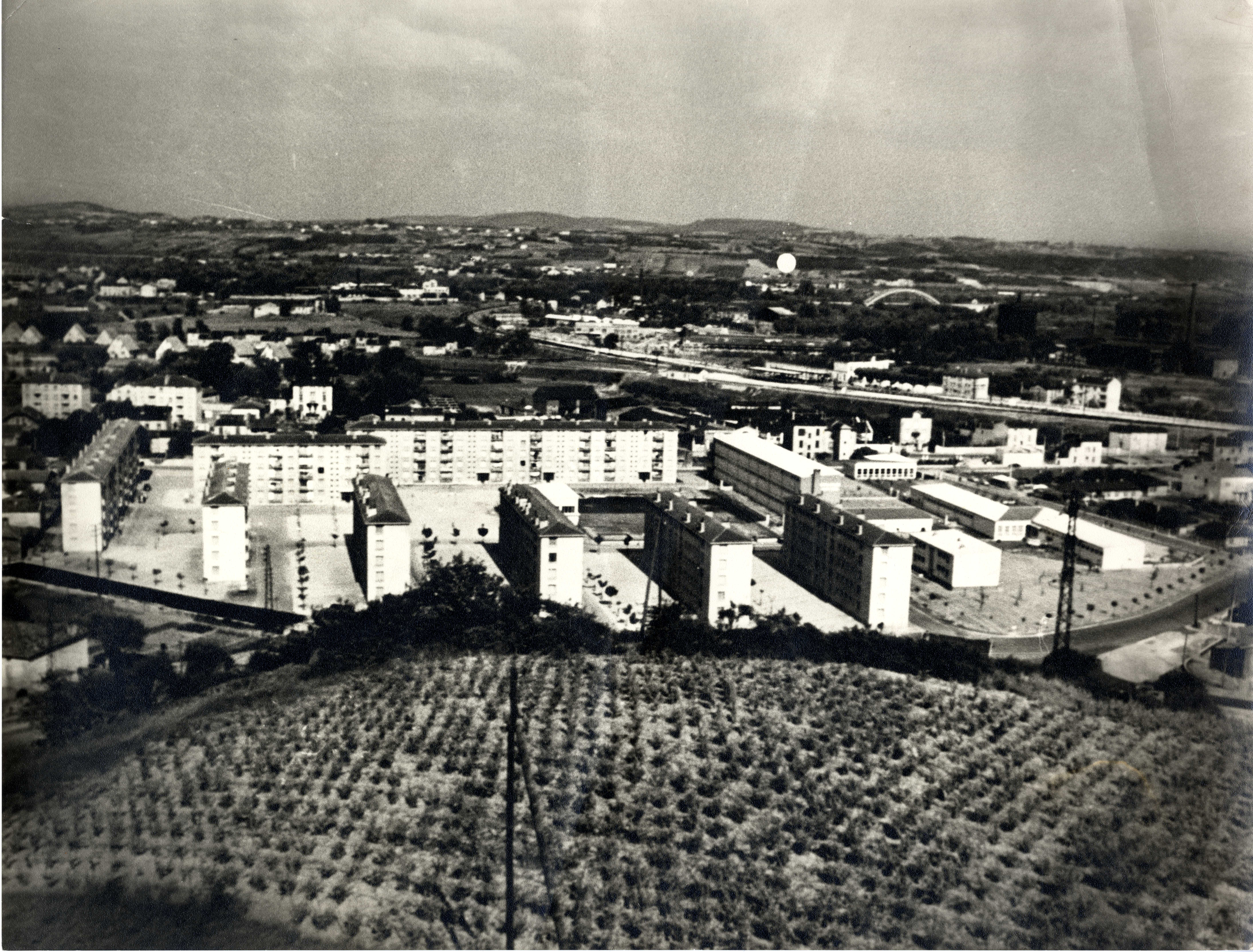
Vue du quartier des Plaines.

À partir des années 1950, le temps est à la Reconstruction : à Givors, comme dans le reste de la France et de l’Europe, le Logement devient la priorité de l’Exécutif. C’est ainsi qu’en 1953, Givors qui n'arrive plus à loger sa population, construit sa première « cité d’urgence », à Bans. Les équipements de service public se développent également sur la commune. Il est à noter, en 1951, la construction d’un lavoir par la commune. C’est en 1951 également, que l’Hôtel des Postes de Givors est édifié.
Parallèlement, les équipements sportifs fleurissent, à l'image du stade de la Libération, inauguré en 1946. La vie associative se développe également avec la naissance de nombreuses associations centrées sur l’entraide et le secours. En 1953, le mercredi 6 mai, Camille Vallin est élu maire de Givors, grâce à la voix du socialiste Henri Brouès. Marie-Antoinette Goubelly est nommée première adjointe (jusqu'en 1965). Camille Vallin sera maire communiste de Givors jusqu'en 1993.
Le 1er janvier 1965, la commune absorbe Saint-Martin-de-Cornas.

## Politique et administration

### Administration municipale
Le nombre d'habitants au dernier recensement étant compris entre 10 000 et 19 999, le nombre de membres du conseil municipal est de 33.

### Liste des maires

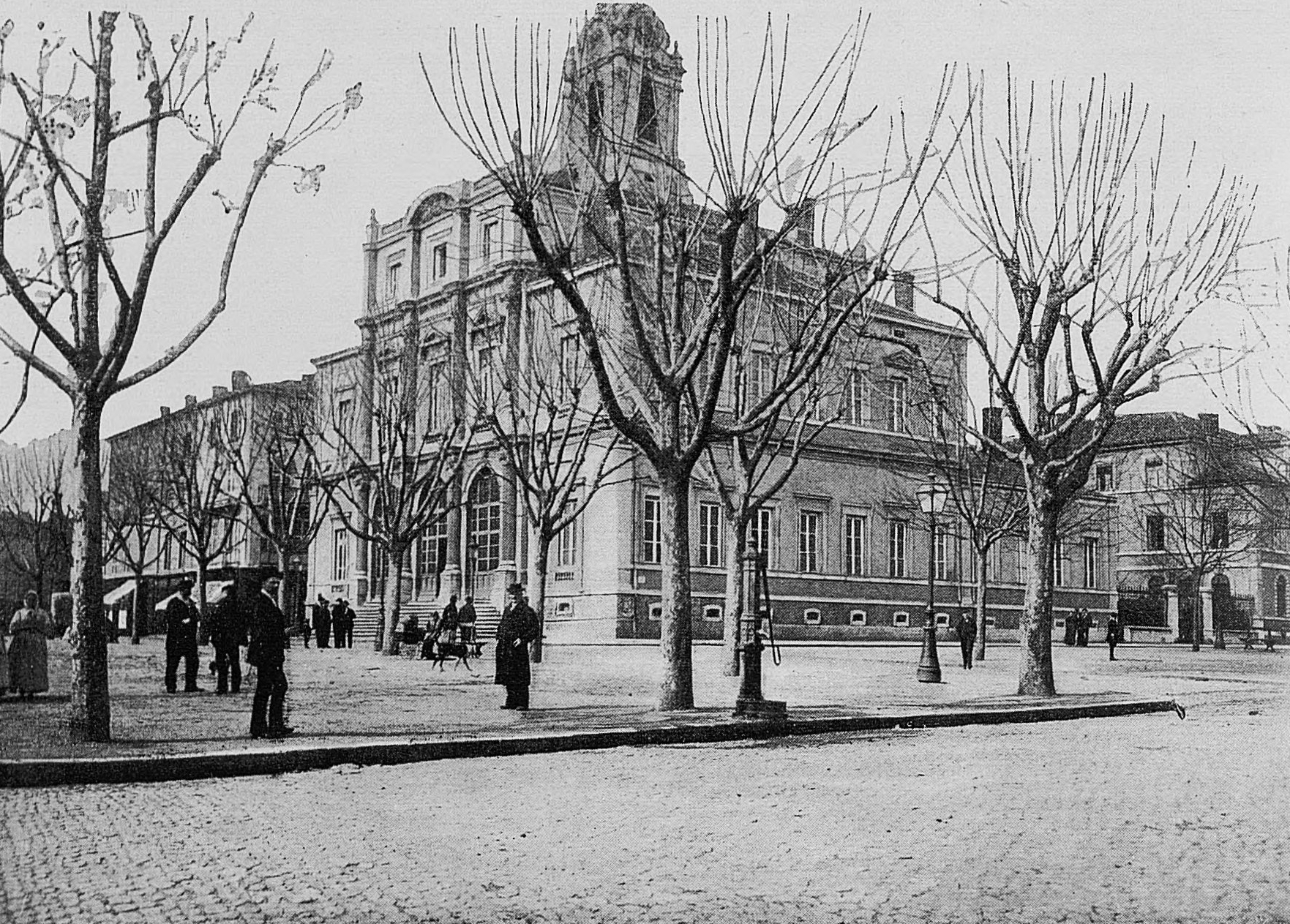
L'hôtel de ville au début du XXe siècle.

La liste des maires qui se sont succédé depuis 1790 est exposée à la mairie.
Dirigée par le PCF depuis 1953, Givors a été jusqu'en 2020, avec Vénissieux, l'un des deux derniers bastions communistes de l'agglomération lyonnaise.
En juillet 2017, le maire Martial Passi, en poste depuis 24 ans, accusé d'avoir favorisé l'embauche de sa sœur, est condamné pour prise illégale d’intérêt à une peine de six mois de prison avec sursis, à une amende de 10 000 euros et à trois ans d’inéligibilité. Bien que faisant alors appel (ce qui suspend la condamnation), il démissionne de ses fonctions quelques jours plus tard. Christiane Charnay, jusque-là première adjointe, est élue maire à sa place par le conseil municipal le 25 septembre 2017.
En juin 2020, la liste communiste menée par Christiane Charnay est battue par la liste divers gauche menée par Mohamed Boudjellaba. Son élection de justesse est annulée en février 2021, mais après un nouveau scrutin les 5 et 12 décembre 2021, la liste qu'il mène est à nouveau élue, très largement cette fois, et il est à nouveau installé dans son poste de maire par le conseil municipal du 17 décembre 2021.

### Jumelages
Au 11 août 2014, Givors est jumelée avec :
- Döbeln (Allemagne) depuis 1960 ;
- Gavinané (Mali) depuis 1986 ;
- Navapolatsk (Biélorussie) depuis 1990 ;
- Aïn Benian (Algérie) depuis 2000 ;
- Orvieto (Italie) depuis 2000 ;
- Vila Nova de Famalicão (Portugal) depuis 2000.

## Population et société

### Démographie
Ses habitants sont appelés les Givordins.

#### Évolution démographique
L'évolution du nombre d'habitants est connue à travers les recensements de la population effectués dans la commune depuis 1793. Pour les communes de plus de 10 000 habitants les recensements ont lieu chaque année à la suite d'une enquête par sondage auprès d'un échantillon d'adresses représentant 8 % de leurs logements, contrairement aux autres communes qui ont un recensement réel tous les cinq ans,.

En 2022, la commune comptait 20 943 habitants, en évolution de +8,45 % par rapport à 2016 (Rhône : +3,93 %, France hors Mayotte : +2,11 %).
| 1793  | 1800  | 1806  | 1821  | 1831  | 1836  | 1841  | 1846  | 1851  |
| ----- | ----- | ----- | ----- | ----- | ----- | ----- | ----- | ----- |
| 2 800 | 3 235 | 4 014 | 3 558 | 4 884 | 5 379 | 7 465 | 7 746 | 8 758 |

| 1856  | 1861  | 1866  | 1872  | 1876   | 1881   | 1886   | 1891   | 1896   |
| ----- | ----- | ----- | ----- | ------ | ------ | ------ | ------ | ------ |
| 9 688 | 9 352 | 9 957 | 9 886 | 11 910 | 11 470 | 10 974 | 10 857 | 11 035 |

| 1901   | 1906   | 1911   | 1921   | 1926   | 1931   | 1936   | 1946   | 1954   |
| ------ | ------ | ------ | ------ | ------ | ------ | ------ | ------ | ------ |
| 12 132 | 12 306 | 12 784 | 14 143 | 14 932 | 14 687 | 13 378 | 13 205 | 14 242 |

| 1962   | 1968   | 1975   | 1982   | 1990   | 1999   | 2006   | 2011   | 2016   |
| ------ | ------ | ------ | ------ | ------ | ------ | ------ | ------ | ------ |
| 17 066 | 19 048 | 21 968 | 20 544 | 19 777 | 18 437 | 18 454 | 19 718 | 19 312 |

| 2021   | 2022   | - | - | - | - | - | - | - |
| ------ | ------ | - | - | - | - | - | - | - |
| 20 654 | 20 943 | - | - | - | - | - | - | - |

Givors est une ville qui a connu différentes vagues d’immigration, à l'instar de nombreuses villes françaises à l'après-guerre. D'ailleurs, Givors a été appelée longtemps « ville ouverte ».[réf. nécessaire] Cela date de la période où l'activité portuaire fluviale était très importante. Dès l’industrialisation de la verrerie, une immigration italienne est venue travailler le verre à Givors, suivie par la venue de nombreux réfugiés politiques espagnols et d'une immigration économique des Portugais et des Algériens, après la Seconde Guerre mondiale, qui travaillaient dans la sidérurgie, la métallurgie, etc. Enfin, les Turcs sont également venus aussi s'installer dans la commune.

### Enseignement
La commune compte dix écoles maternelles et dix écoles élémentaires, ainsi que trois collèges :
- Le collège Paul-Vallon ;
- Le collège Lucie-Aubrac ;
- Le collège privé Saint Thomas d'Aquin Notre-Dame.

Et trois lycées :
- Le lycée polyvalent Aragon-Picasso ;
- Le lycée professionnel Danielle-Casanova ;
- Le lycée professionnel Notre-Dame.

### Culture
Conservatoire à Rayonnement Communal de musique et danse.

### Sports
Givors a un club de joute nautique.

### Cultes

#### Culte catholique
- L'église Notre-Dame, square Pierre Dupont ;
- L'église Saint-Nicolas, place de l'Église ;
- L'église Saint-Pancrace, située chemin du Fortunon au hameau de Bans, date du XIIe siècle et est classée comme monument historique.

#### Culte musulman
- La mosquée Khaled ibn El Walid, située impasse Honoré Pétetin, a été inaugurée en 2013[74].

## Économie

### Histoire économique
De ville fluvio-portuaire jusqu'au début du XXe siècle, elle est passée à l'industrialisation (déjà présente avec les verreries). Mais le transport fluvial a été vite supplanté par le chemin de fer. Alors que Givors comportait plusieurs ports fluviaux, des bacs à traille pour traverser le fleuve, qu'elle fourmillait d'activité, le début du XIXe siècle a vu un grand tournant. Le chemin de fer a permis de rentabiliser le transport du charbon de Saint-Étienne, autrefois transporté par le canal de la vallée du Gier, et a permis le développement d'une forte sidérurgie dans l'agglomération de Givors. Qui dit sidérurgie, dit métallurgie, et ce fut le développement des ateliers de Fives-Lille, l'apparition de l'industrie mécanique avec la fabrication de la machine-outil, etc. C'est à Givors qu'est né le groupe industriel BSN, ancêtre du groupe Danone.
Tout cela a fini par disparaître sous les coups de boutoir de l'évolution économique (épuisement du gisement de charbon de Saint-Étienne, réalisation des usines sidérurgiques de bord de mer après l'épuisement des gisements du minerai de fer en France…), des délocalisations, de la crise économique et de la mondialisation.
Givors a pris le tournant de l'implantation des grands centres commerciaux de la vallée du Gier au début des années 1970, avec le centre commercial Carrefour, vaste hyper marché. La zone commerciale « Givors 2 Vallées » est le cinquième pôle commercial de l’agglomération lyonnaise[réf. nécessaire].

### Revenus de la population et fiscalité
En 2011, le revenu fiscal médian par ménage était de 22 270 €, ce qui plaçait Givors au 28 847e rang parmi les 31 886 communes de plus de 49 ménages en métropole.
La ville de Givors, qui comptait près de 1 500 € de dette par habitant en 1995, est devenue en 2013 l’une des villes les moins endettées de France (8 € par habitant).
Presque la moitié des Givordins vivent dans un quartier prioritaire, et le taux de pauvreté de la ville atteint près de 30 % en 2019, le double du taux national.

### Entreprises et commerces
(juin 2014).
En 2013, le centre commercial dans son entier, ainsi que la deuxième partie de la zone d'activité du Gier occupée par des entrepôts, sont soumis au PPRi du Gier (Plan de prévention du risque d'inondation) qui interdit l'octroi des permis de construire.
La ville possède une antenne de la Chambre de commerce et d'industrie de Lyon.
Les statistiques INSEE font apparaître 17 % de chômage à Givors, ainsi que 7 900 emplois sur le territoire.
En janvier 2012, Givors devient le siège du pôle métropolitain constitué par le Grand Lyon, Saint-Étienne Métropole, le Nord-Isère et le Pays viennois.
De nombreuses grandes entreprises ont leur siège social et des sites à Givors :
- Total ACS, qui produit des additifs et carburants spéciaux, champions du monde de Formule 1 ;
- Fives Solios, leader mondial dans l'industrie de l'aluminium primaire, qui conçoit et réalise des équipements de process et des ateliers clés en main partout dans le monde ;
- Grand Frais, enseigne de supermarchés ;
- Labo Services et Scori, spécialistes du traitement des déchets, Labo service est adhérent du pôle de compétitivité à vocation mondiale Axelera ;
- Centre de recherche clinique international Creabio.

La coopérative agricole Valcrest de Givors produit un fromage de chèvre ou de vache à pâte molle et croûte fleurie : « la Pierre Dorée », ainsi dénommé d'après les calcaires à entroques de l'aalénien de la région du Beaujolais, teintés par des oxydes de fer et nommés « pierres dorées ».

## Culture locale et patrimoine

### Lieux et monuments

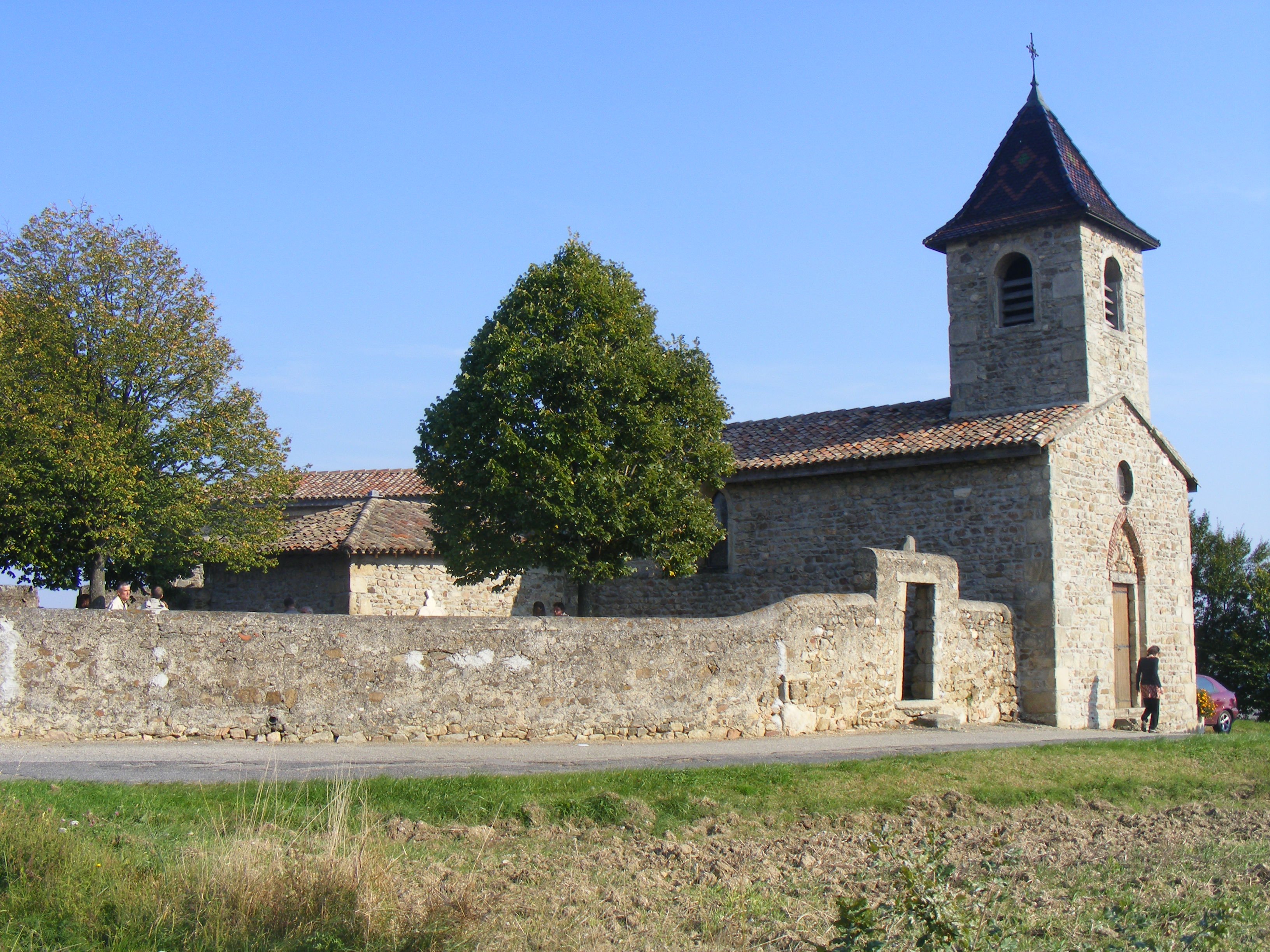
L'église Saint-Lazare à Saint-Martin-de-Cornas.

- Ruines du château Saint Gérald datant du XIIe siècle et démoli en 1573.
- Château de Manevieux, cité en 1392, il est remanié au XVIIe siècle.
- Les « Étoiles » de Jean Renaudie, ensemble de logements à l'architecture très particulière, inscrit au patrimoine architectural du XXe siècle.
- L'église Saint-Nicolas de Givors, construite au XIXe siècle sur les plans de l'architecte Jacques Vanginaud grâce au financement des maîtres de verrerie. Le projet de construction commence après le don en 1820 du terrain nécessaire à la construction par le maire de l'époque et maître de verrerie. Au total, 17 verrières ont été réalisées entre 1846 et 1888, en fonction des dons[80] : Jean-Baptiste Barrelon a fait les verrières de saint Nicolas et de la Fuite en Égypte en 1860.
- L'église Notre-Dame à Givors Canal.
- L'église Saint-Pancrace du XIIe siècle à Bans.
- L'église Saint-Lazare à Saint-Martin-de-Cornas. Celle-ci comporte 3 vitraux réalisés par le prêtre Louis Ribes, accusé d'avoir violé et agressé sexuellement des dizaines d'enfants. À la demande des victimes et du diocèse de Lyon, les œuvres du prêtre sont retirées dans la région, mais la mairie de Givors refuse de le faire dans cette église au nom de la défense du patrimoine[81].
- Le pont de Givors qui relie Givors à Chasse-sur-Rhône.
- Le pont autoroutier de Givors, permettant le franchissement du Rhône.
- La passerelle de l'Amitié, qui franchit le Gier.
- La Maison du fleuve Rhône, ethnopole national, consacré à la valorisation du patrimoine fluvial.
- Et tout un patrimoine industriel, à l'exemple de la verrerie VMC et des bâtiments de Fives-Lille-Cail.

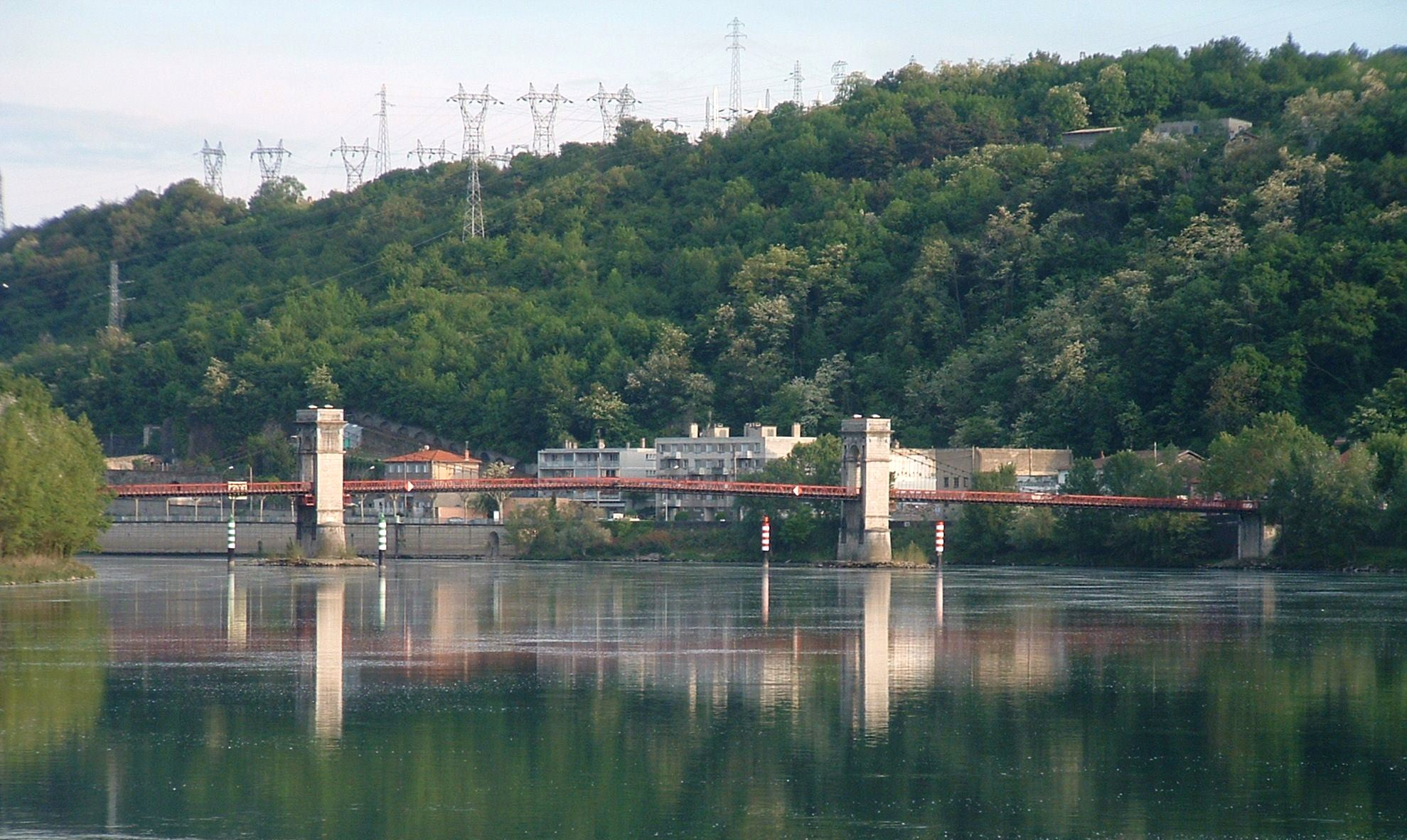
Le pont suspendu entre Givors et Chasse-sur-Rhône.
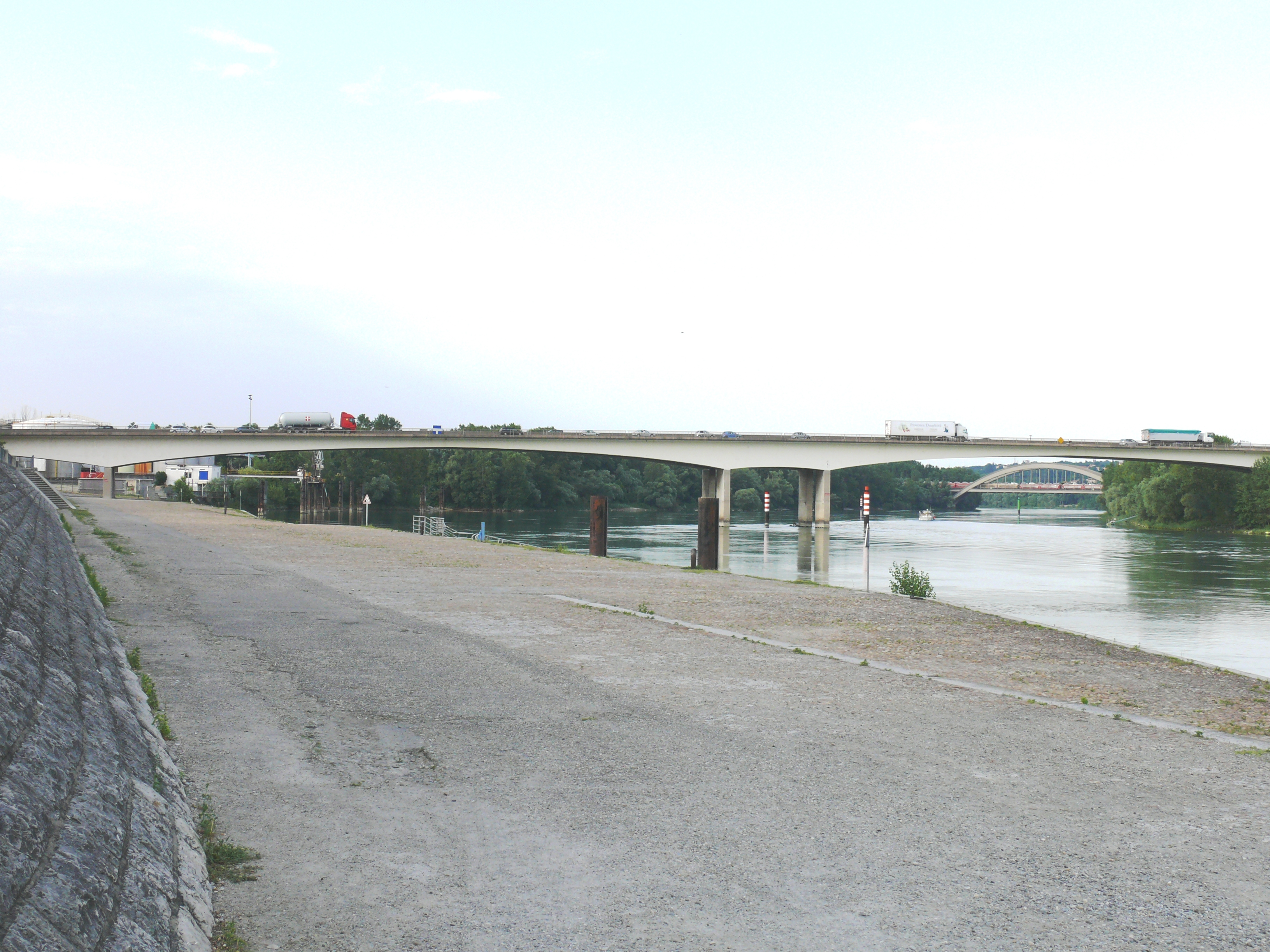
Pont autoroutier (A47) sur le Rhône.
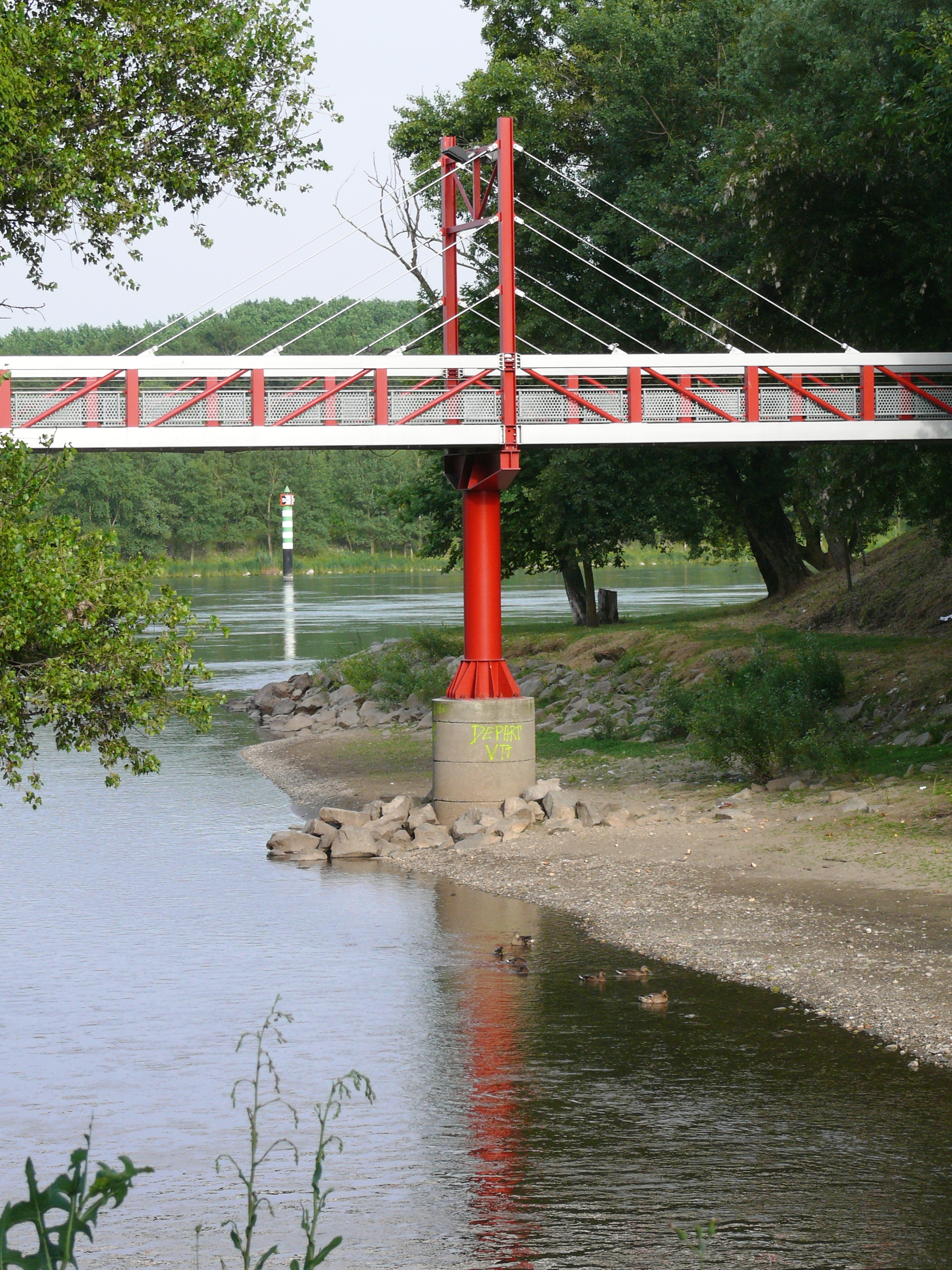
La passerelle de l'Amitié.

### Cimetières

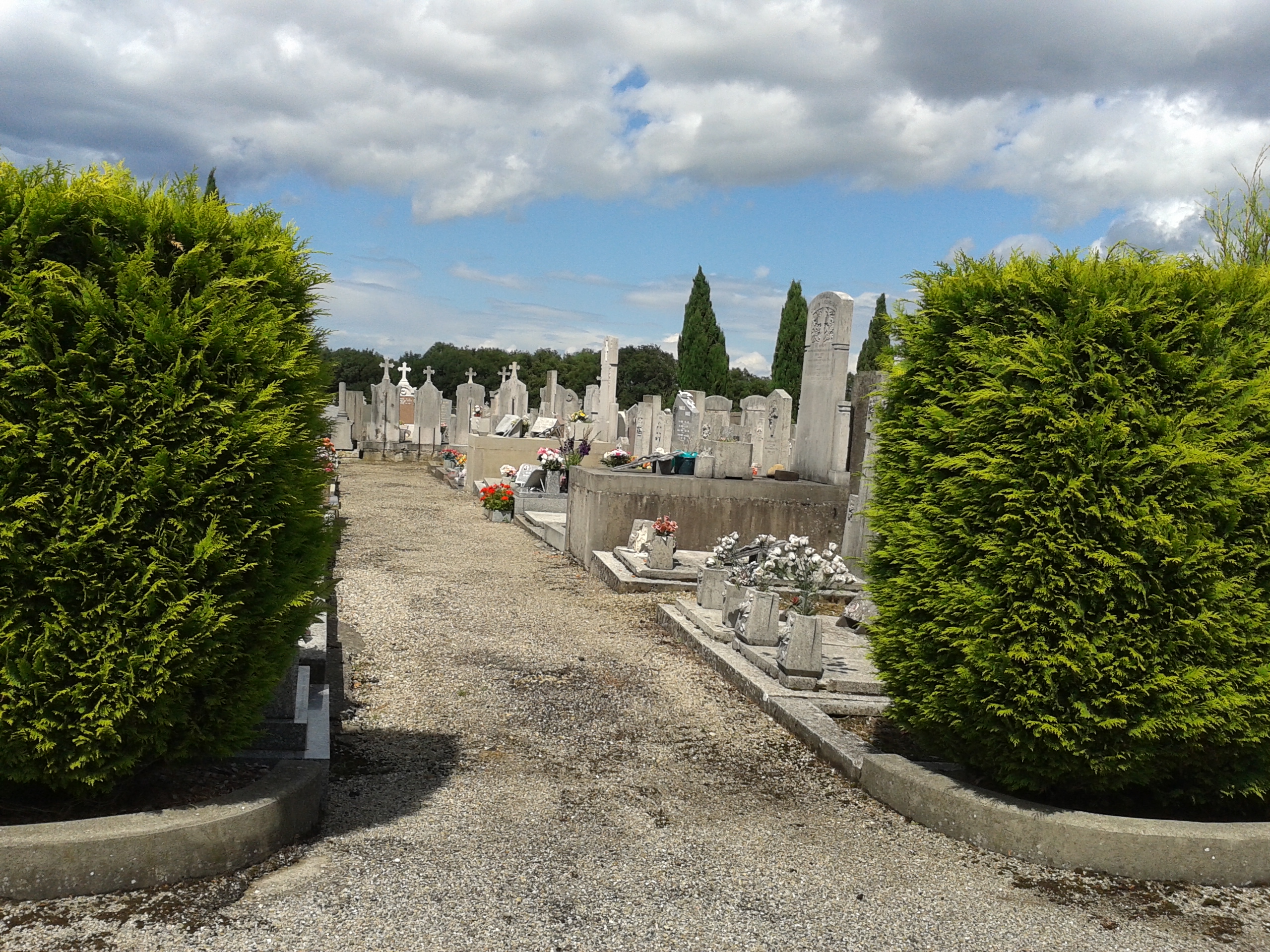
Une allée du cimetière Badin (photo prise le 15 octobre 2016).

La ville de Givors compte trois cimetières totalisant 4 119 concessions, ainsi réparties :
1. Badin (3 930 concessions) dont un espace est réservé au carré musulman ;
2. Bans (142 concessions) ;
3. Saint Martin de Cornas (47 concessions).

Le plus étendu des trois est le cimetière Badin, situé sur les hauteurs de la ville, à 1 kilomètre du centre. Un fort dénivelé (18 % en moyenne), en rend l'accès difficile à pied. Il compte deux entrées, l'une donnant sur la « route neuve », l'autre sur la « montée de Badin ».

### Folklore local

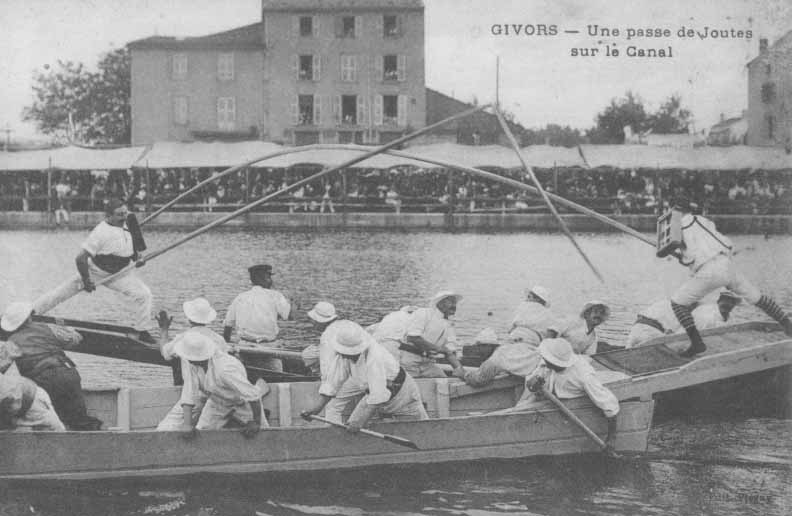
Une joute givordine sur une carte postale ancienne.

La ville de Givors est aussi connue pour avoir donné son nom à une méthode nationale de joute nautique (le croisement des barques portant les joueurs se pratique par la droite, à l'envers de la méthode utilisée à Lyon).
On dit également « fais comme à Givors » pour dire « fais comme tu veux ». Dans l'ouvrage de Gilbert-Lucien Salmon intitulé Dictionnaire du français régional du lyonnais, le verbe givorder signifie même « Aller de gauche à droite, aller et venir ».
Dans le même ordre d'idées, les Lyonnais utilisent l'expression « être garé comme à Givors », ou « être garé à la givordine » pour exprimer l'idée d'un stationnement hâtif, sans respect des lignes d'emplacement, voire en un lieu interdit au stationnement. Aucune étude statistique ou sociologique ne vient toutefois confirmer ou infirmer une telle réputation.
Par ailleurs, les communes de l'agglomération lyonnaise, et notamment Givors, développent un vocabulaire spécifique, notamment les mots « pélo » (homme), « vogue » (fête foraine), « débarouler » (dévaler une pente ou surgir), etc.
Côté football, la ville est partagée entre OL et ASSE, ce qui engendre des rivalités.

### Personnalités liées à la commune
- Anthony Lopes (1990-), footballeur né à Givors, joue à l'Olympique lyonnais, international portugais.
- Jean-François Bony (1754-1825), peintre né à Givors
- Michel Antoine Loup (1823-1881), inventeur, un des pionniers de l'aviation, né à Givors,
- Jean Thévenot (1916-1983), journaliste et producteur français né à Givors.
- Jean Renaudie (1925-1981), architecte créateur, entre autres de la Cité des Étoiles (centre-ville de Givors), labellisée Patrimoine du XXe siècle. Grand prix national d’architecture 1970.
- Étienne Blanc (1954-), homme politique né à Givors, député.
- Cédric Desbrosse (1971-), né à Givors, joueur de rugby à XV ayant joué au poste de trois-quarts centre en équipe de France.
- Djamel Bouras (1971-), judoka né à Givors qui fut champion olympique des moins de 78 kg aux Jeux olympiques d'Atlanta en 1996.
- Sylvain Marconnet (1976-), né à Givors, joueur de rugby à XV ayant joué au poste de pilier gauche et capitaine en équipe de France.
- Pascal Papé (1980-), joueur de rugby à XV, international et capitaine du XV de France, vice champion du monde.
- Khaled Lemmouchia (1981-), footballeur né à Givors en 1981, joue à l'ES Sétif en Algérie. Il joue également dans la sélection nationale algérienne (voir Équipe d'Algérie de football).
- Camille Vallin (1918-2009), homme politique né à Givors. Ancien parlementaire et maire de Givors. Il fut une figure emblématique du Parti communiste français dans le Rhône.
- Paul Vallon (1923-2022), résistant givordin membre de l'AS. Adjoint de Camille Vallin. Fondateur du Musée de la Résistance de Givors.
- Pierre Dumalle (1846-1904), homme politique, maire de Caen en 1904.
- Yves Matrat, chanteur du groupe Factory.
- Stéphane Bullion, danseur étoile à l'opéra national de Paris.
- Francis Jimenez (1941-), joueur de rugby français.
- Serge Riaboukine, acteur, né à Givors en 1957.
- Pierre Serrière (1922-1944), résistant givordin réfractaire au Service du travail obligatoire. Tué à Châtillon-sur-Cluses pour avoir refusé de dénoncer ses camarades.
- Lucien Serrière (1925-1989). Cousin de Pierre Serrière. Résistant au sein de FUJ et des Groupes-Francs du Secteur VI. Envoyé en prison à Saint-Paul, puis à Eysses et à Dachau.
- Michel Alarcon (1926-1944), résistant givordin. Mort en déportation à Leitmeritz, à l'époque en Allemagne.

### Héraldique
En 1860, Édouard Glas, maire de Givors, présente au conseil municipal un projet d'armoiries pour la ville. Les trois abeilles représentaient l'activité et l'industrie. La rame et le marteau en croix (qui n'apparaissent pas sur ces blasons) symbolisent, quant à eux, les deux premières industries de la ville : la navigation et la métallurgie.
Par la suite, les armoiries ont été concédées à Napoléon III, par décrets du 2 février 1861 et du 14 avril 1866, qui les modifia. L'usage des armoiries, par la ville de Givors, était autorisée sous conditions de respect des couleurs et figures précisées :
De gueules, à trois abeilles d'or placées deux et une ; franc quartier à dextre d’azur à l'N d'or, surmonté d’une étoile rayonnante du même, l'écu sommé d'une couronne murale à cinq créneaux, d'argent, pour cimier, traversée d’un caducée contourné, d'argent, auquel sont suspendues deux guirlandes, l'une à dextre, d'olivier, l'autre à senestre, de chêne, aussi d'argent, nouées et attachées par des bandelettes d'azur.
À la chute de l'Empire, le quartier d'azur à l'N d'or est supprimé.
Au lendemain de la Seconde Guerre mondiale, Givors reçoit la croix de guerre, qui est ajoutée aux armoiries de la ville telles qu’elles se présentent aujourd’hui.

### Vidéographie
- Vivre à Givors, de Paul  Carpita, de Profilim, 1988
- "Se battre", de Jean Pierre Duret et Andrea Santana, Aloest Distribution, 2013